# Chiesa di San Marco (Milano)
La chiesa di San Marco (gesa de San March in dialetto milanese) è un luogo di culto cattolico di Milano che si trova nella piazza omonima posta all'angolo con via Fatebenefratelli e via San Marco.

## Storia
Secondo la tradizione, la chiesa è stata dedicata a San Marco per riconoscenza dell'aiuto prestato da Venezia a Milano nella lotta contro il Barbarossa ma le prime notizie certe risalgono al 1254 quando Lanfranco Settala, priore generale degli Eremitani di Sant'Agostino, fece costruire una chiesa romanica, forse inglobando costruzioni precedenti. Nei documenti più antichi, la chiesa e il convento vengono indicati come situati in suburbis (in periferia) rispetto alla città. Il complesso era infatti immediatamente fuori dalla cerchia muraria medioevale, in prossimità della pusterla che si trovava fra Porta Nuova e Porta Cumana. 
La prima di San Marco probabilmente rientrava in un vasto progetto di risistemazione della città dopo i danni causati dal Barbarossa. La chiesa, già all'inizio orientata come l'attuale, doveva essere a tre navate terminanti in tre absidi semicircolari. La posizione nelle immediate vicinanze della parte settentrionale delle mura, valorizzata dall'espansione urbana verso Como, città chiave sull'importante asse di comunicazione fra Milano e l'Europa centrale attraverso i passi alpini, sembrò favorevole ai Giambonini, un gruppo di penitenti seguaci della Regola di sant'Agostino, di cui nel 1252 fu eletto priore appunto il Settala, proveniente da una nobile famiglia milanese.
La chiesa così edificata, divenuta casa generalizia dell'ordine agostiniano, fu la più grande della città fino al completamento del duomo e all'allungamento di San Francesco Grande. L'interno della struttura non subì modifiche rilevanti sino al XVII secolo quando le volte del tempio furono completate nelle forme barocche che oggi si ammirano. Con la demolizione della chiesa di San Francesco Grande, i 109 metri di San Marco la rendono la chiesa più lunga di Milano dopo la Cattedrale. 
Nel XVIII secolo, come ricorda una targa, Mozart giovinetto dimorò nella canonica per tre mesi, Giovanni Battista Sammartini vi fu organista. Il 22 maggio 1874 venne qui eseguita per la prima volta la Messa da requiem di Giuseppe Verdi, che egli stesso diresse e che aveva composto per onorare lo scrittore Alessandro Manzoni nel primo anniversario della scomparsa.

## Descrizione

### Esterno

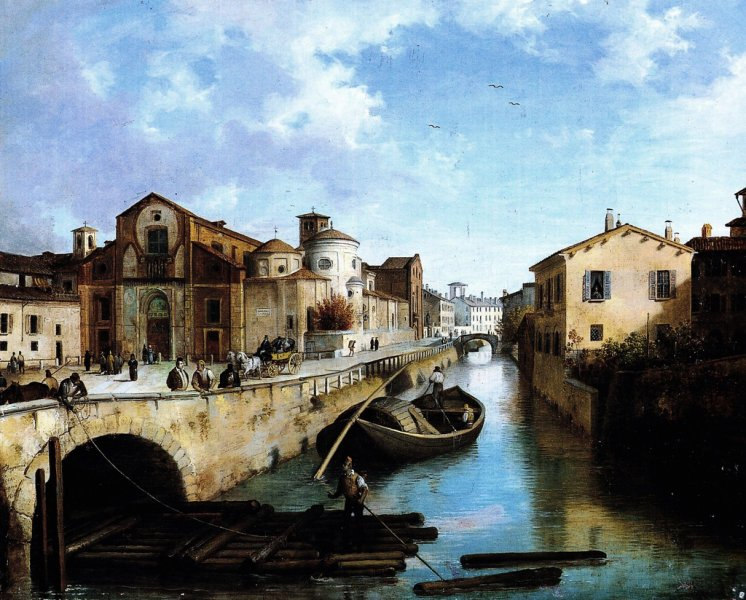
Angelo Inganni, Veduta del Naviglio e della chiesa di San Marco in Milano, Milano, 1835

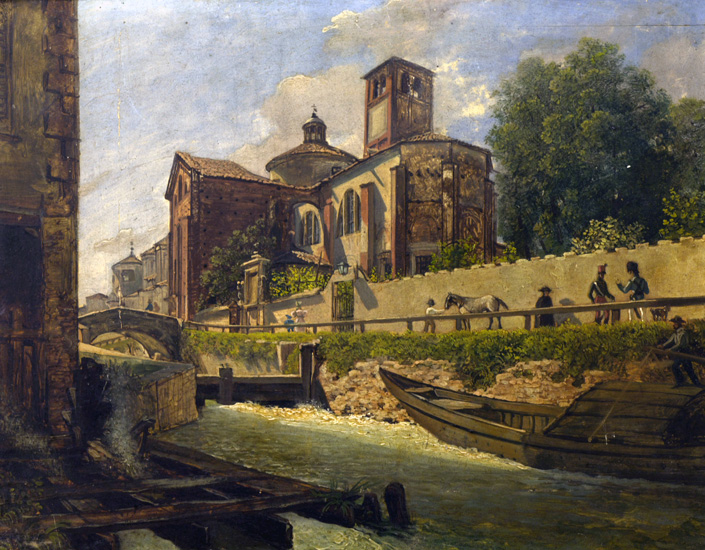
Anonimo, Abside e lato della chiesa di San Marco a Milano, Museo di Milano

La facciata in stile romanico-gotico è opera di Menclozzo: risale alla metà del '300 e fu compiuta solo nel primo ordine e nelle parti laterali. Negli ultimi anni del '600 venne completata in forme barocche con l'apertura di un finestrone a serliana dentro la forma dell'antico rosone. Il disegno di Menclozzo fu ripreso nel restauro del 1871 di Carlo Maciachini che mantenne tutti gli elementi originali, tra cui il portale a sesto acuto in marmo con architrave, le gallerie di archetti gotici, le nicchie con le tre statue, gli stemmi marmorei di Milano e San Marco, i due piccoli rosoni laterali e completò le parti mancanti seguendo le tracce trecentesche presenti nella muratura. Con il suddetto restauro la facciata venne alzata di 3 metri e furono riaperti il rosone centrale e le due grandi bifore all'interno delle loro cornici in cotto, originali del '300. Nonostante gli interventi subiti, la facciata romanico-gotica di San Marco è la più completa e meglio conservata della città di Milano.
La facciata presenta una struttura a salienti e paramento murario in mattoni rossi, con lesene rivestite nella parte inferiore con blocchi di marmo. In basso si aprono tre portali, ciascuno in corrispondenza di una delle tre navate interne: quello centrale è originale mentre i due laterali furono aperti nell'ultimo decennio del '600; le due trifore soprastanti, in origine secentesche a serliana, sono state rifatte in forma gotica dal Maciachini. Il portale centrale, strombato, è decorato con una lunetta musiva del 1965 che riprende l'affresco originale di Angelo Inganni divenuto illeggibile. Essa raffigura la Madonna col Bambino fra i santi Agostino e Marco. Nella parte superiore della facciata si trova al centro un grande rosone e ai lati di esso due bifore ogivali, mentre al di sotto del rosone sono collocate, ciascuna entro una propria nicchia, tre statue marmoree di santi attribuite a Giovanni di Balduccio o al Maestro di Viboldone: Sant'Agostino indossa la veste degli eremitani agostiniani anche se porta in testa la mitria, in mano tiene un libro aperto e con l'indice della mano destra ne addita il testo: "Hic me genuit in Christo", San Marco tiene in mano un piccolo leone alato (il suo simbolo), mentre Sant'Ambrogio veste i paramenti con le insegne vescovili.
Il campanile a pianta quadrata, della seconda metà del '200, è situato nei pressi dell'abside e sormontato da una cuspide conica realizzata da Giuseppe Mongeri nel 1885. La cella campanaria si apre sull'esterno con quattro bifore, una per ogni lato, con colonnina marmorea.

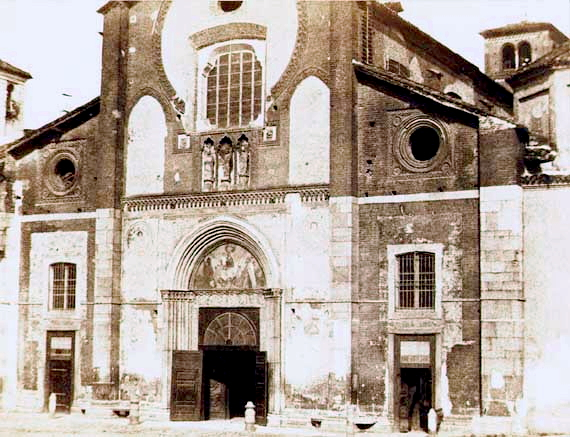
La facciata negli anni 1850 prima del restauro del Maciachini del 1871
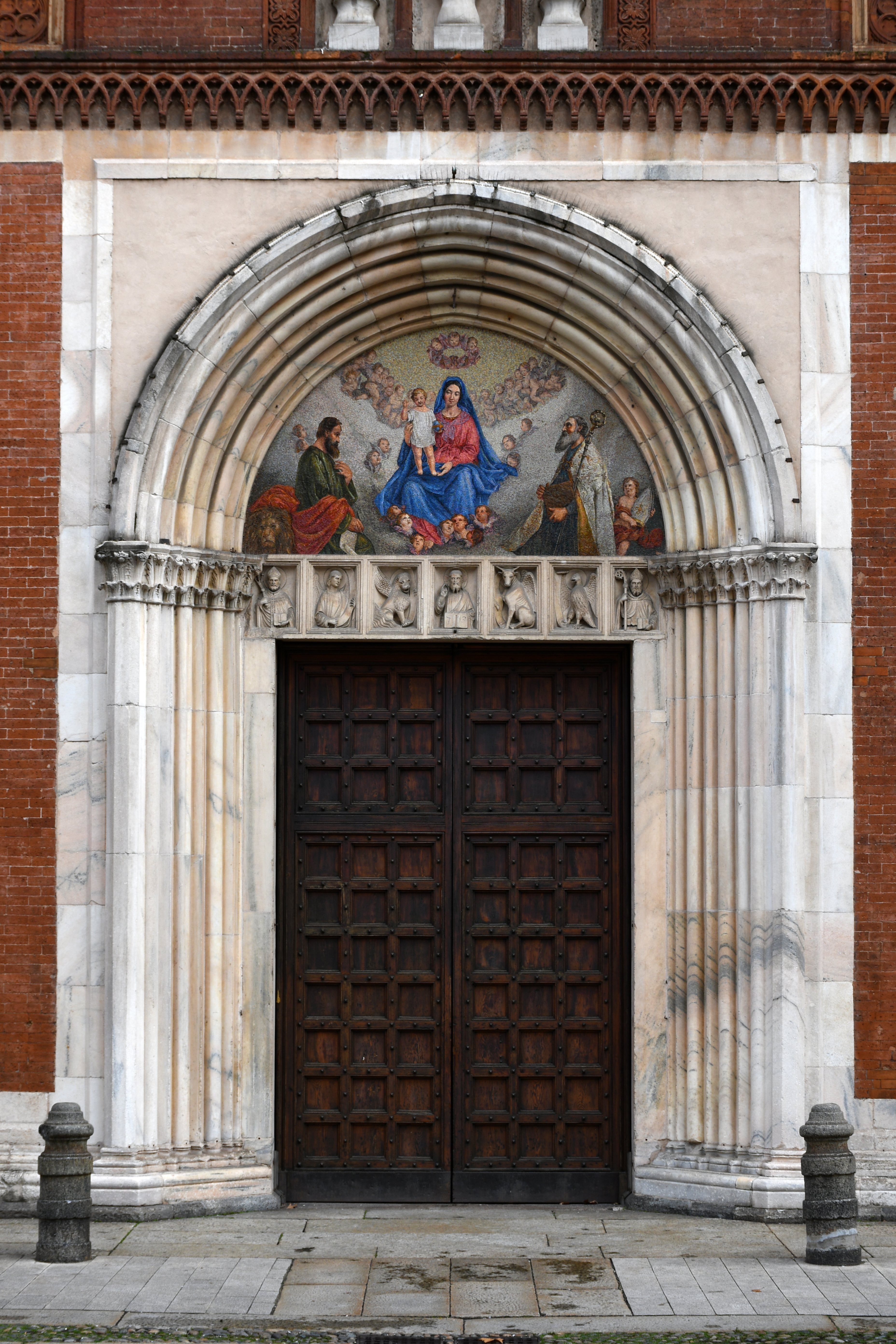
Il portale centrale
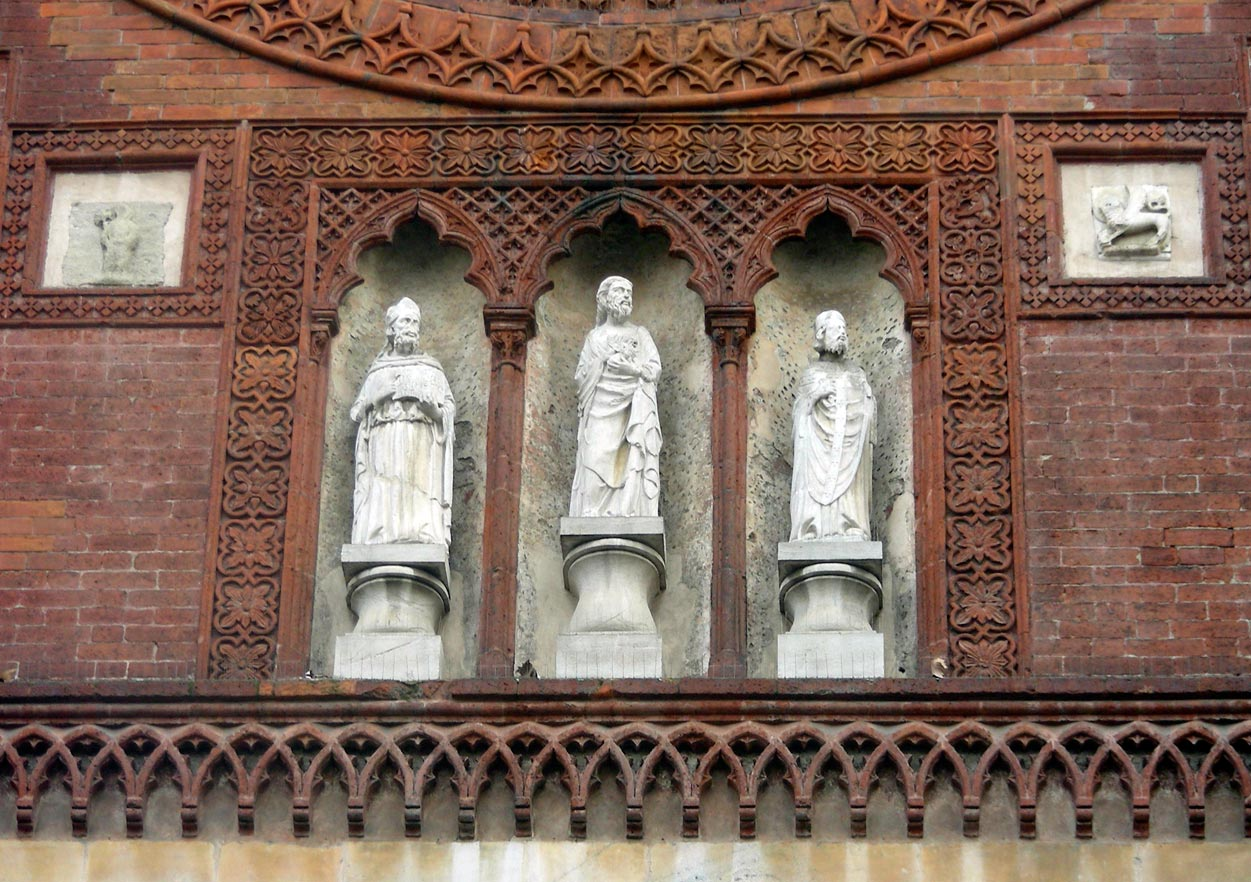
Le tre statue di santi
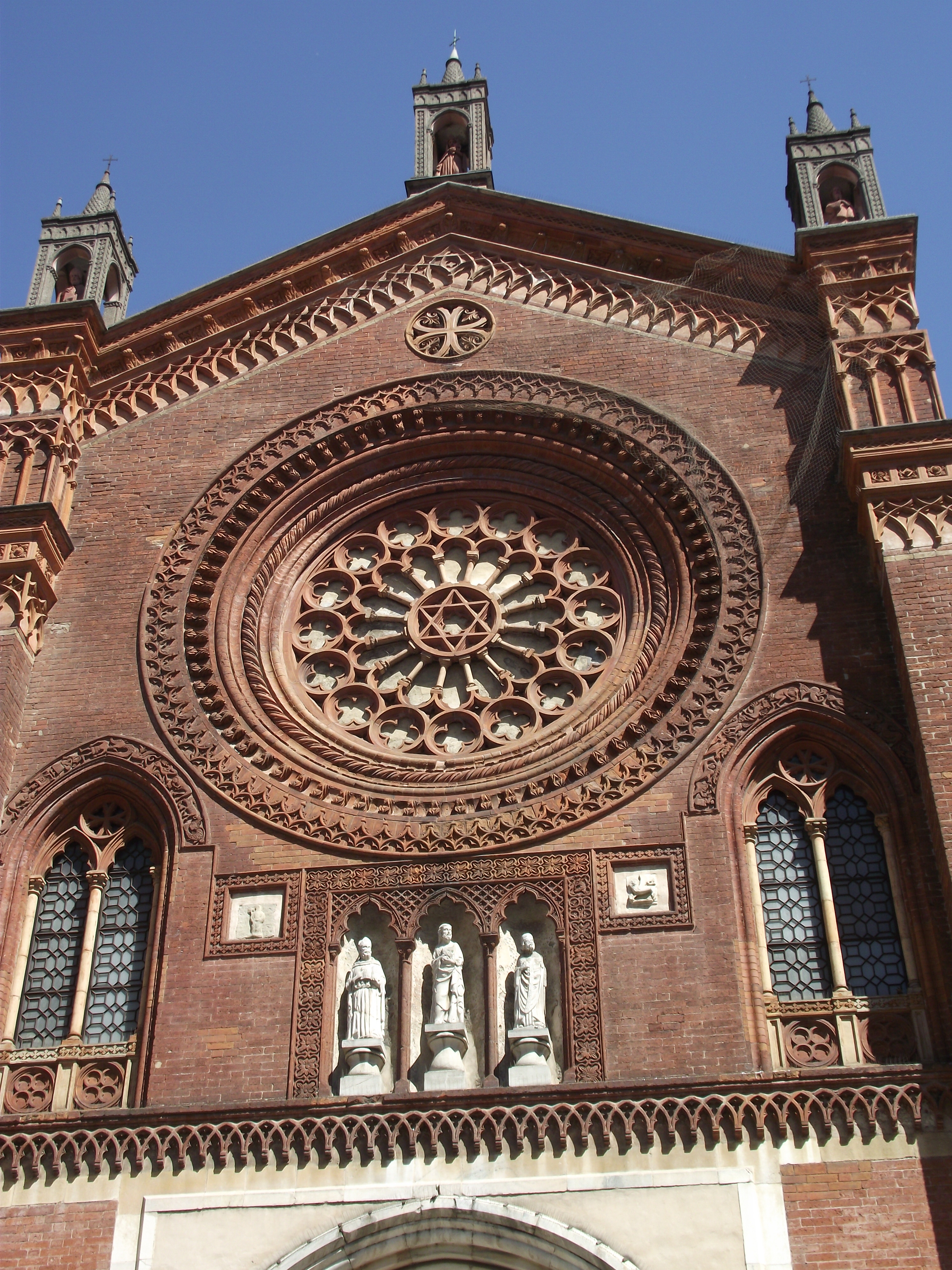
Il rosone
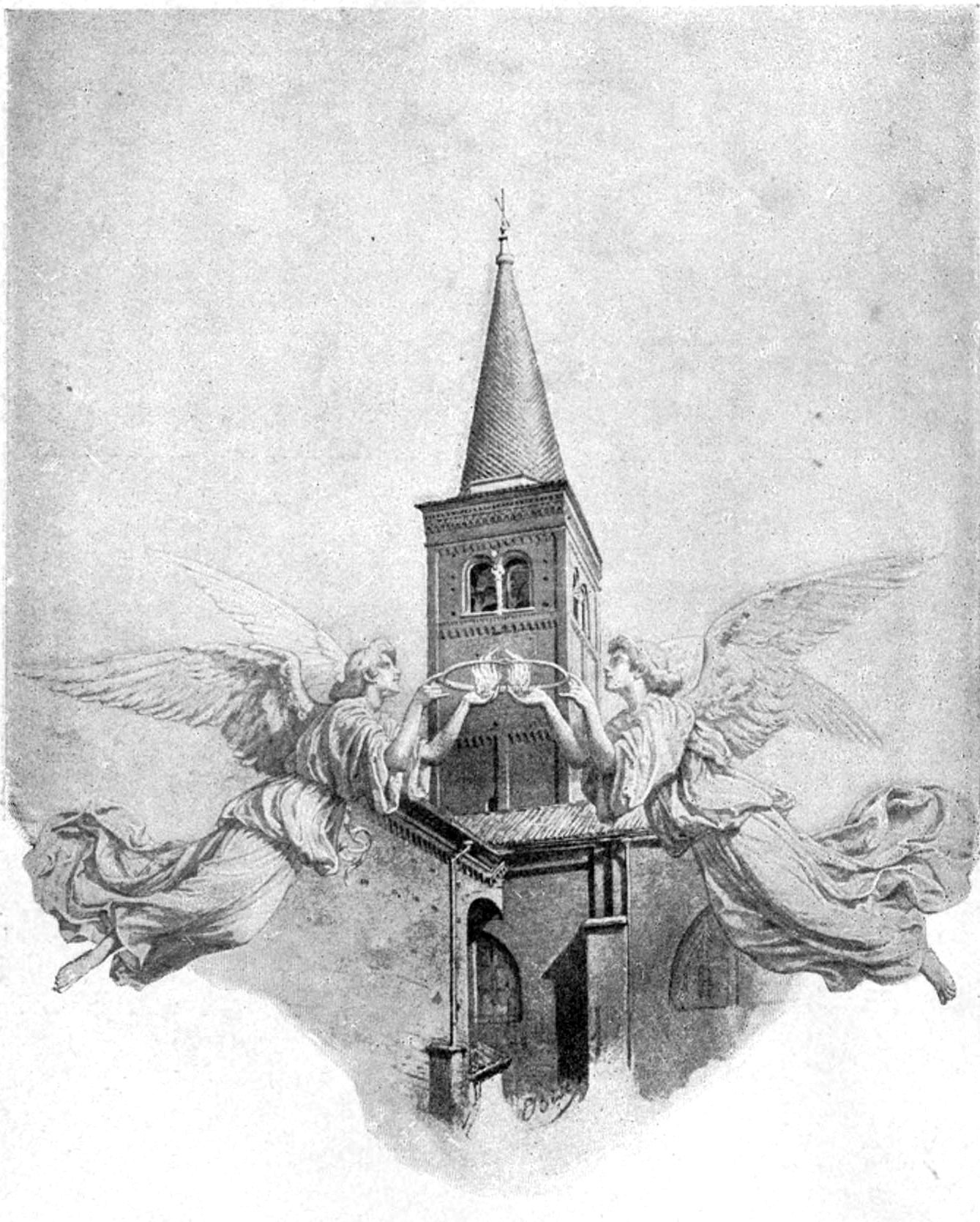
immagine artistica del campanile

### Interno

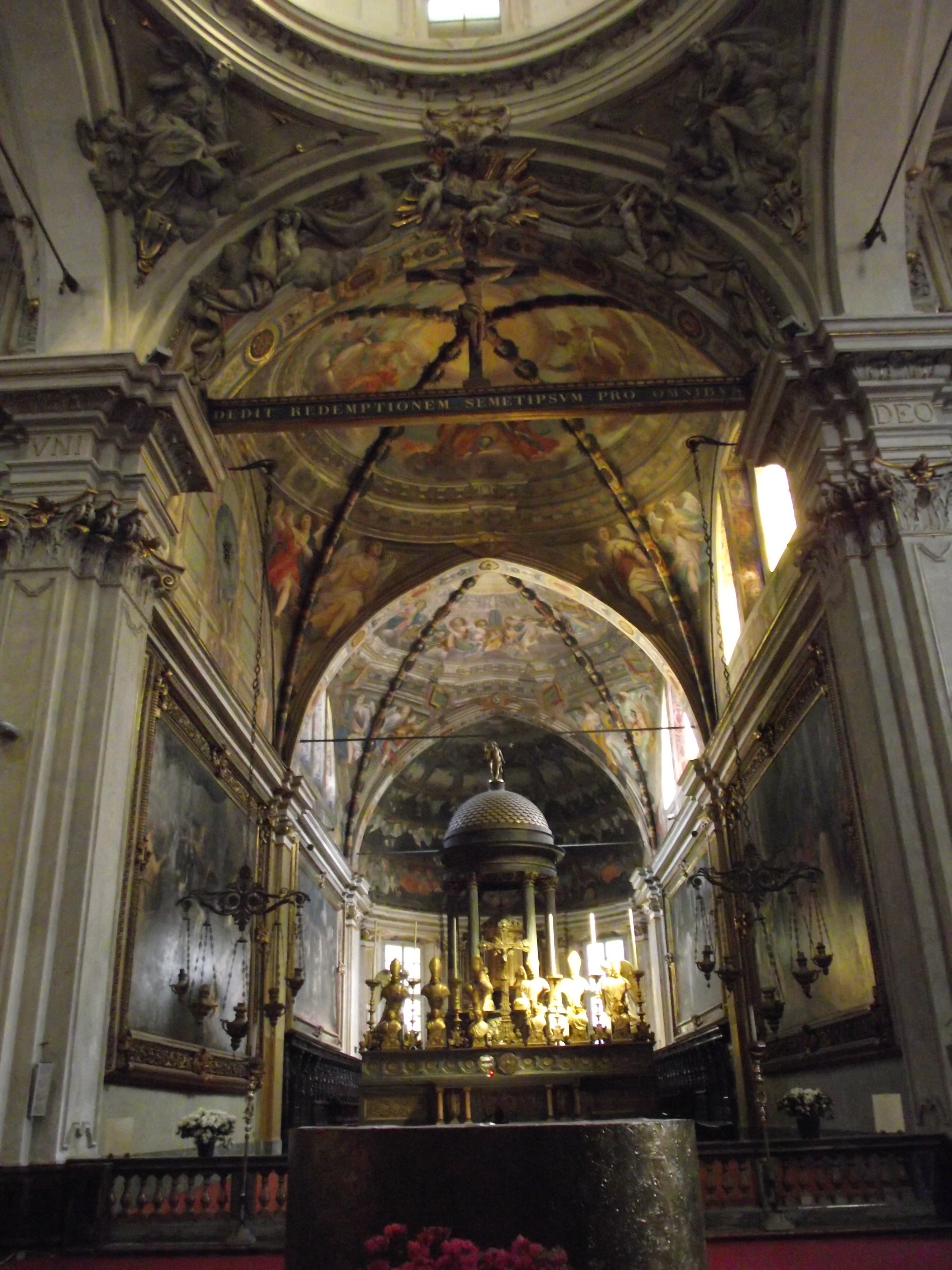
Il presbiterio.

L'interno della chiesa presenta una pianta a croce latina, con piedicroce suddiviso in tre navate coperte con volta a crociera da pilastri decorati con paraste corinzie, transetto sporgente e profonda abside semicircolare. La crociera è coperta da cupola circolare priva di tamburo. Il rifacimento barocco degli interni è dovuto all'architetto romano Giovanni Ruggeri.
Il presbiterio è delimitato da una balaustra marmorea e sopraelevato di alcuni gradini rispetto al resto della chiesa. In esso si trova l'altare maggiore neoclassico, opera di Giocondo Albertolli. Questo è in marmi policromi con bassorilievi e decorazioni dorate, ed è caratterizzato dal tempietto circolare sorretto da colonne corinzie, ispirato al ciborio dell'altare maggiore del Duomo, sotto il quale si trova un tabernacolo.
Sulle pareti laterali del presbiterio sono la Disputa di sant'Ambrogio e sant'Agostino di Camillo Procaccini e il Battesimo di sant'Agostino del Cerano.

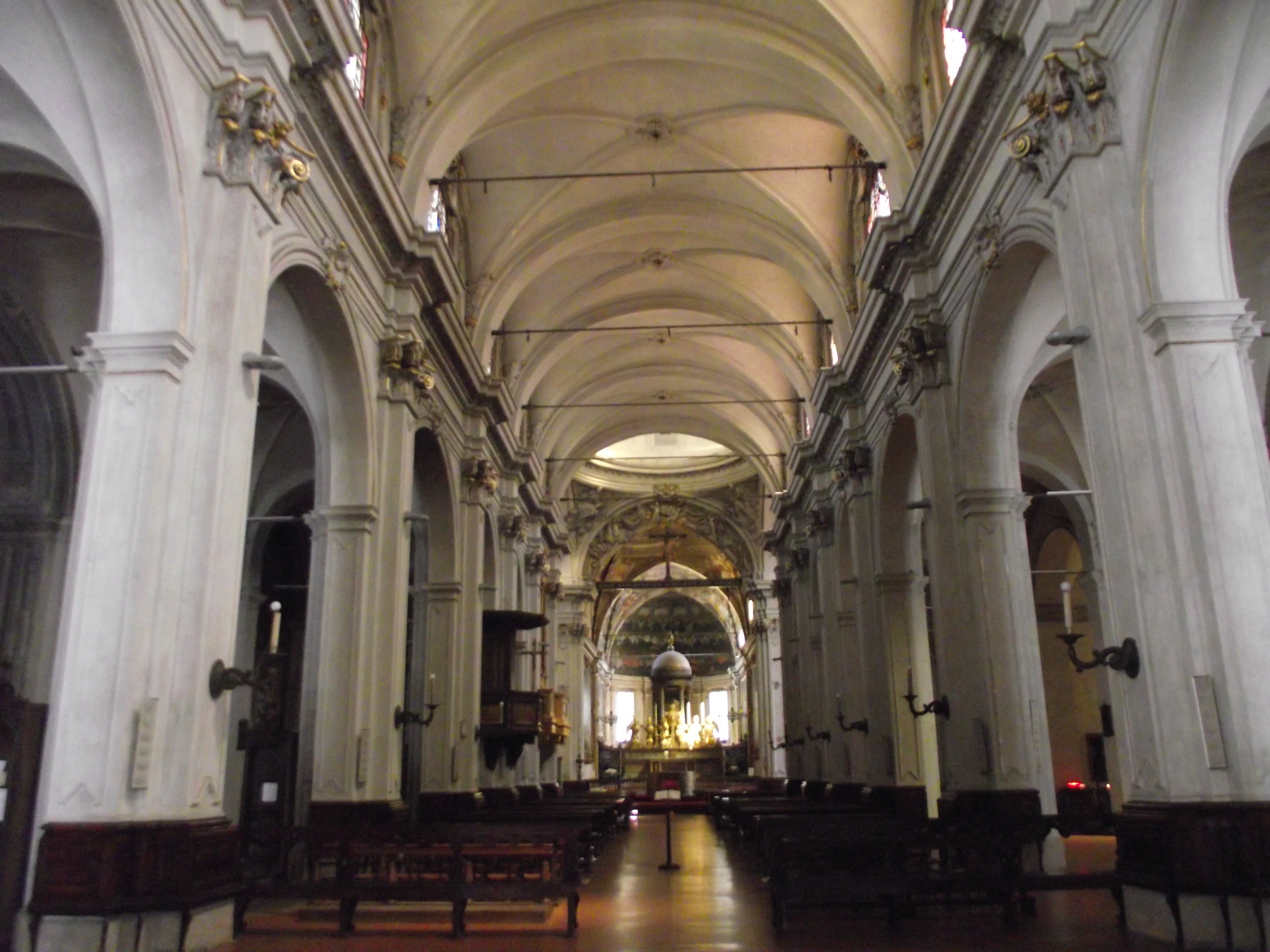
Veduta dell'interno
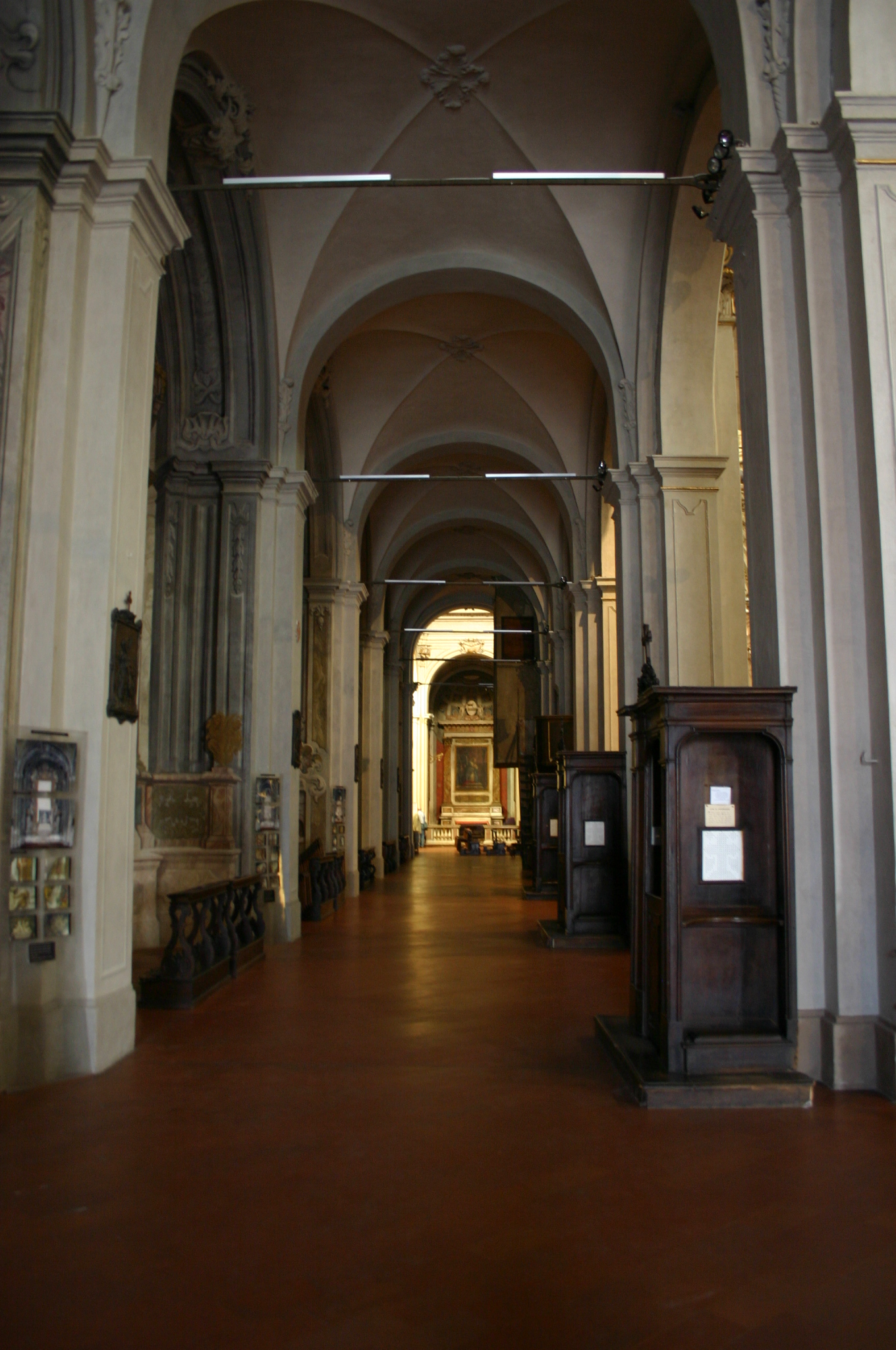
Navata laterale sinistra
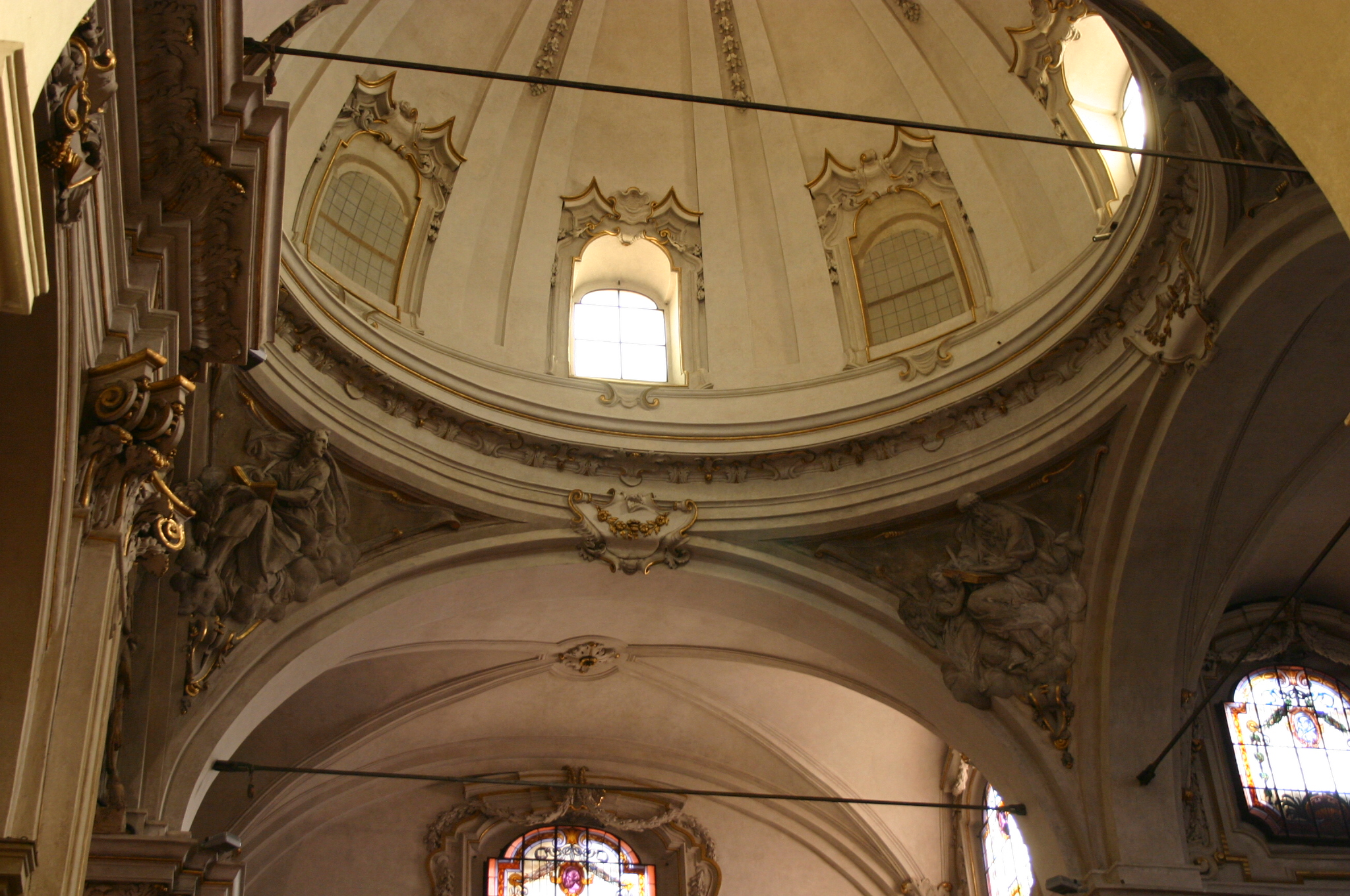
Interno della cupola
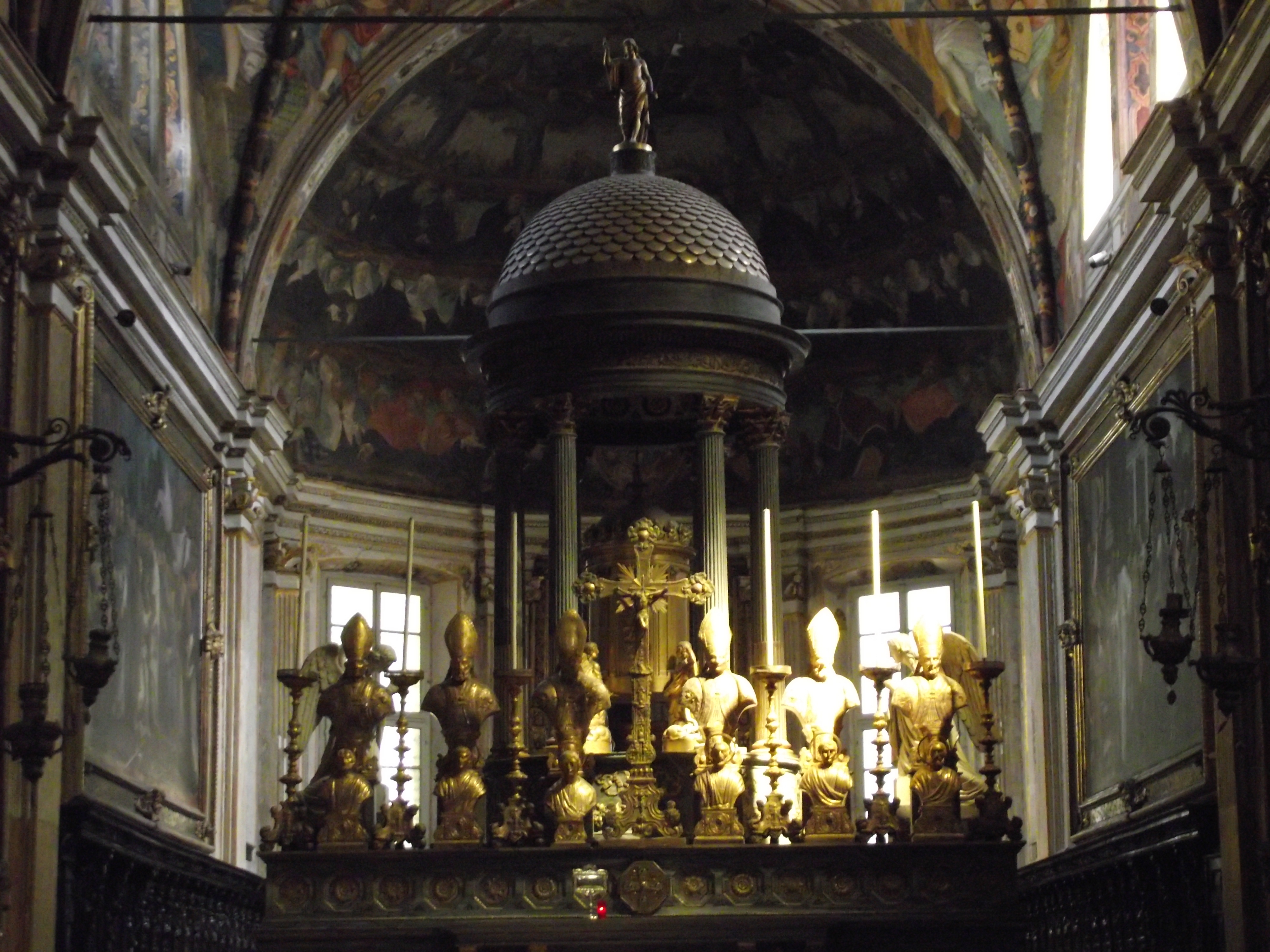
L'altare maggiore

#### Cappelle laterali
Nel corso del sedicesimo secolo, prese avvio la ristrutturazione delle cappelle laterali della navata destra, che, secondo la consuetudine del tempo, vennero concesse alle famiglie patrizie milanesi per essere utilizzate per la sepoltura dei membri più illustri del casato. In tal modo, alle famiglie gentilizie affidatarie delle cappelle è dovuto il finanziamento e la decorazione delle cappelle, affidate agli artisti più apprezzati del tempo. I monumenti funerari furono nella maggior parte dei casi rimossi già alla fine del Cinquecento, in ossequio alle Instructiones dell'arcivescovo Carlo Borromeo, contrario alla sepoltura di personalità laiche all'interno degli edifici ecclesiastici, mentre si conservano ancora le decorazioni cinquecentesche.

#### La Cappella Foppa

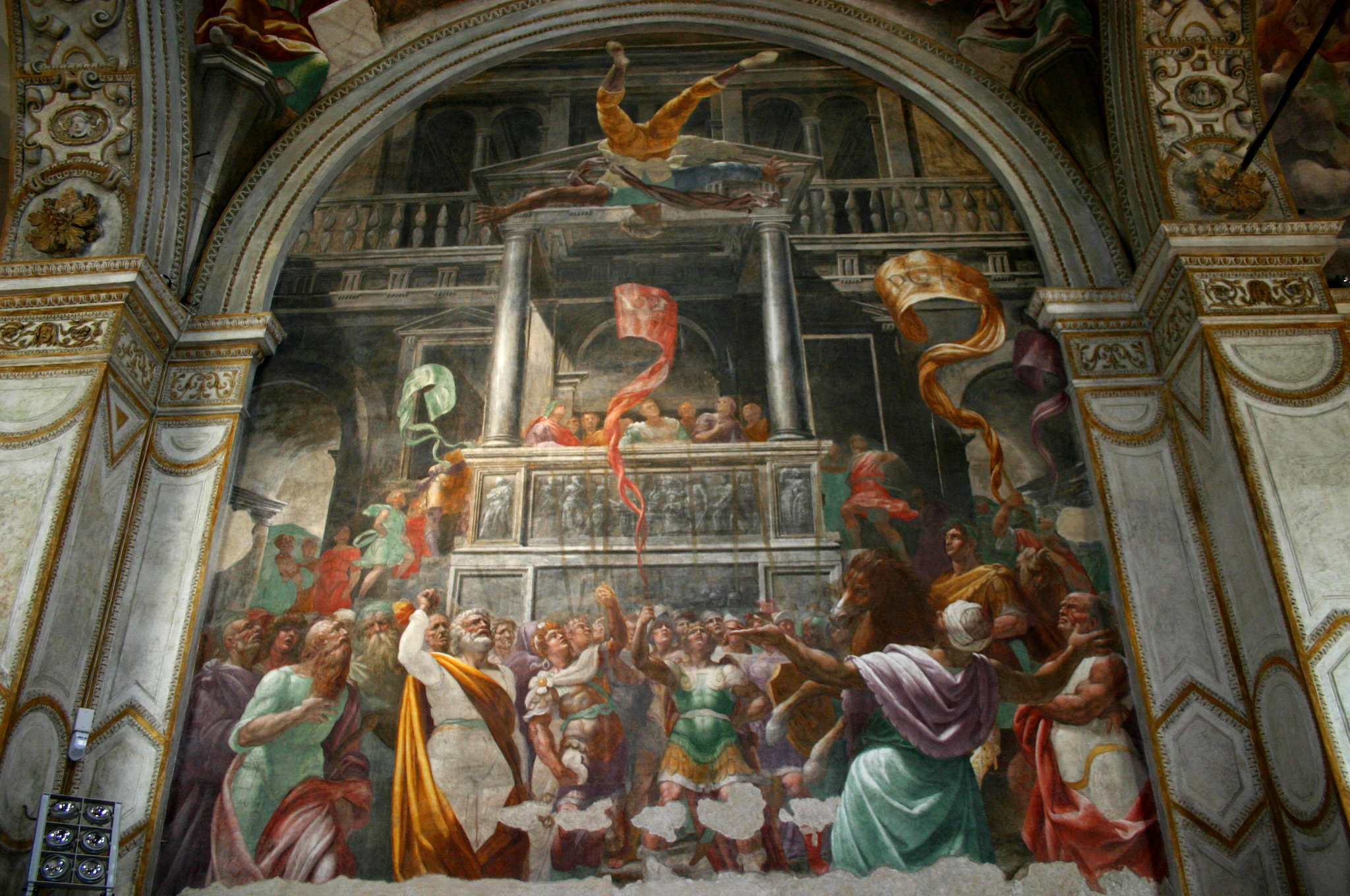
Giovanni Paolo Lomazzo, San Pietro e la caduta di Simon Mago (1571), Affresco nella Cappella Foppa.

La decorazione della prima cappella della navata destra fu avviata dalla famiglia Foppa per ospitare la sepoltura di Pietro Foppa. Il monumento funebre, progettato da Bramantino, è scomparso, mentre si possono ancora ammirare gli affreschi di Giovanni Paolo Lomazzo, artista milanese di scuola manierista fortemente influenzato dall'opera di Leonardo e Michelangelo. Egli stesso narra di aver condotto l'impresa decorativa nell'anno 1570. La cappella è dedicata ai santi Pietro e Paolo, che si vedono raffigurati nella pala d'altare nell'atto di rendere omaggio alla Vergine, insieme con sant'Agostino, opera a olio sempre del Lomazzo, ideatore ed esecutore del ciclo di affreschi, deperiti dal tempo.
Sulla parete destra è quasi scomparso l'episodio di San Paolo che resuscita un morto, del quale sono oggi visibili solo le elaborate architetture che facevano da sfondo alla scena. È ben conservato invece l'affresco che occupa tutta la parete sinistra con la Caduta di Simon Mago, episodio della vita di san Pietro tratto dagli Atti degli apostoli, in cui è raffigurata la fine del ciarlatano che precipita dall'alto durante un'esibizione. Anche qui lo sfondo dell'episodio è costituito da una solenne architettura di stampo manierista. Particolare attenzione è dedicata alla resa prospettica del corpo del mago, sospeso in alto mentre sta per precipitare, così come nella resa delle espressioni di stupore e sconcerto degli osservatori della scena, allineati in primo piano, come spiega lo stesso Lomazzo nel suo trattato sulla pittura. La ricerca prospettica e luministica dell'artista è evidente anche nella decorazione della cupola, suddivisa in otto spicchi, ciascuno dei quali rappresenta Profeti e Sibille, sospesi sulle nuvole con arditi scorci. Con suggestivo trompe-l'œil sono rappresentati anche i quattro evangelisti nei pennacchi della cupola, mentre seduti su finte mensole mostrano ampi gesti oratori. La rappresentazione che maggiormente colpisce i visitatori è probabilmente la Gloria d'angeli che copre il catino absidale. La scena, fittamente gremita di corpi, ha una contrastata illuminazione radente che proviene dall'alto, e conferisce forte verticalità alla composizione.

#### Le cappelle del lato destro
Cappella della Madonna della Cintura
La seconda cappella, dedicata alla Madonna della Cintura, ospita sull'altare una statua settecentesca della Vergine con il bambino, che regge con la destra la "cintura". La dedicazione prende origine dalla confraternita della cintura, appartenente all'ordine degli agostiniani, e così detti in quanto i membri portavano, a differenza degli altri, una cintura. Tutto l'apparato decorativo, dalla balaustra in ferro battuto, al pavimento, fino agli stucchi, alle tele di soggetto mariano e alla cupola, culminante nell'elaborato altare in marmi neri e policromi, è di un aggraziato rococò di inizio settecento.
Cappella di San Marco
La terza cappella è intitolata a san Marco rappresentato in una tela del Legnanino.
Cappella di San Giuseppe

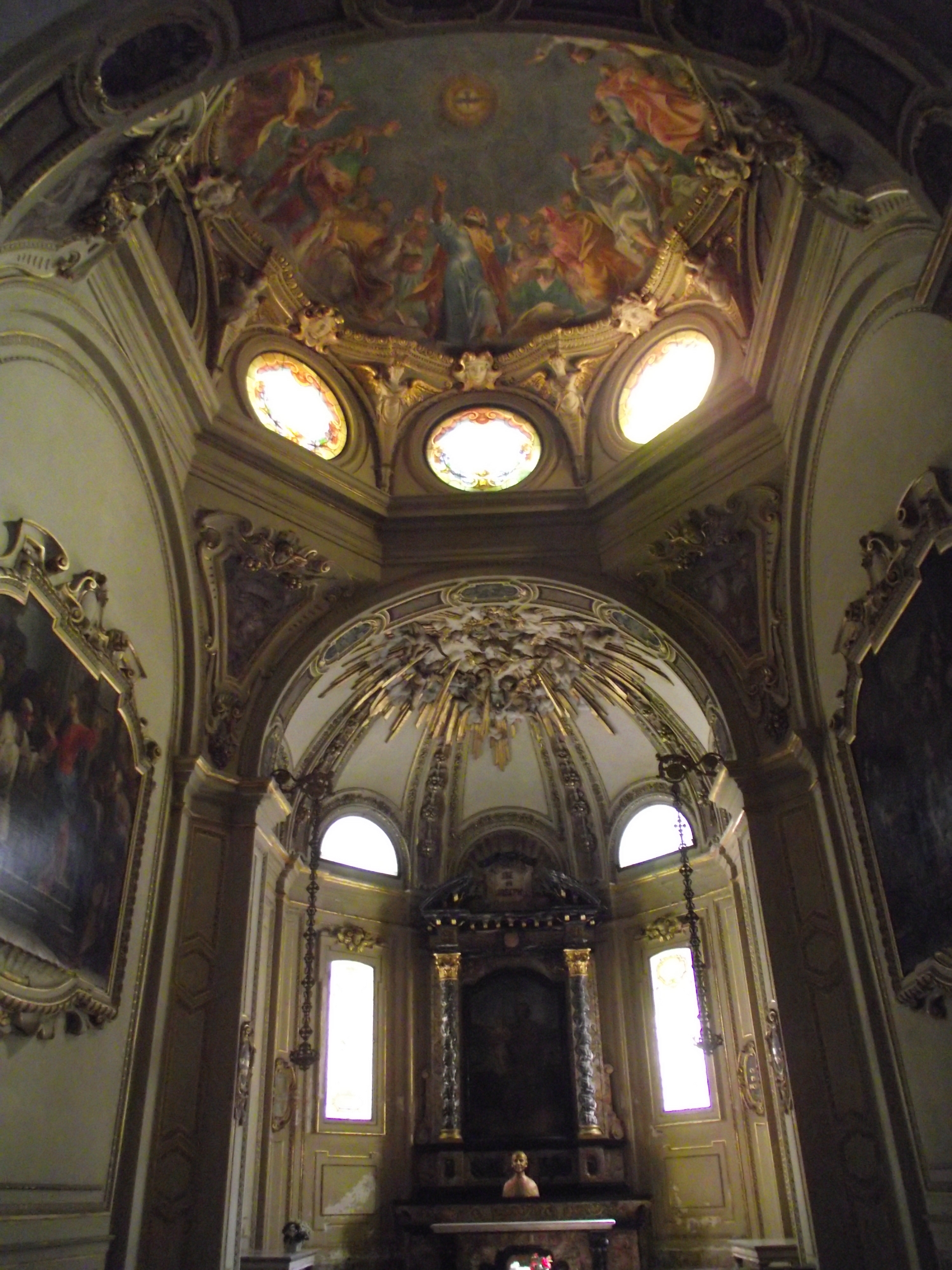
La Cappella di San Giuseppe.

Nella quarta cappella, già della Pentecoste, oggi dedicata a san Giuseppe, si conserva in buono stato l'elaborata decorazione della cupola. Al di sopra della base ottagonale, si eleva una decorazione manierista a stucco con erme alate che si alternano a lunette sormontate da mascheroni, che le conferisce grazia e movimento. La soprastante decorazione ad affresco fu eseguita nel Cinquecento da Carlo Urbino, con evidenti rimandi alla coeva cupola della cappella Foppa, sia nei ricercati scorci delle figure, che nelle espressioni di meraviglia e incredulità dei discepoli durante la Pentecoste. Appare particolarmente omogenea e suggestiva la composizione libera delle figure che si stagliano sull'azzurro del cielo con al centro la colomba divina.
Cappella del Presepe
La settima cappella ospita le due serie di sagome rappresentanti il Presepe, dipinte su carta da Francesco Londonio nella seconda metà del Settecento, con alcune integrazioni successive. Le due serie, con il presepe feriale e il presepe festivo, comprendono anche il fondale dipinto e la quadratura architettonica che lo incornicia, opera di Piero Roccatagliata negli anni '20 del '900. Al termine della navata è la grande tela del Legnanino raffigurante Il Presepe con San Gerolamo.

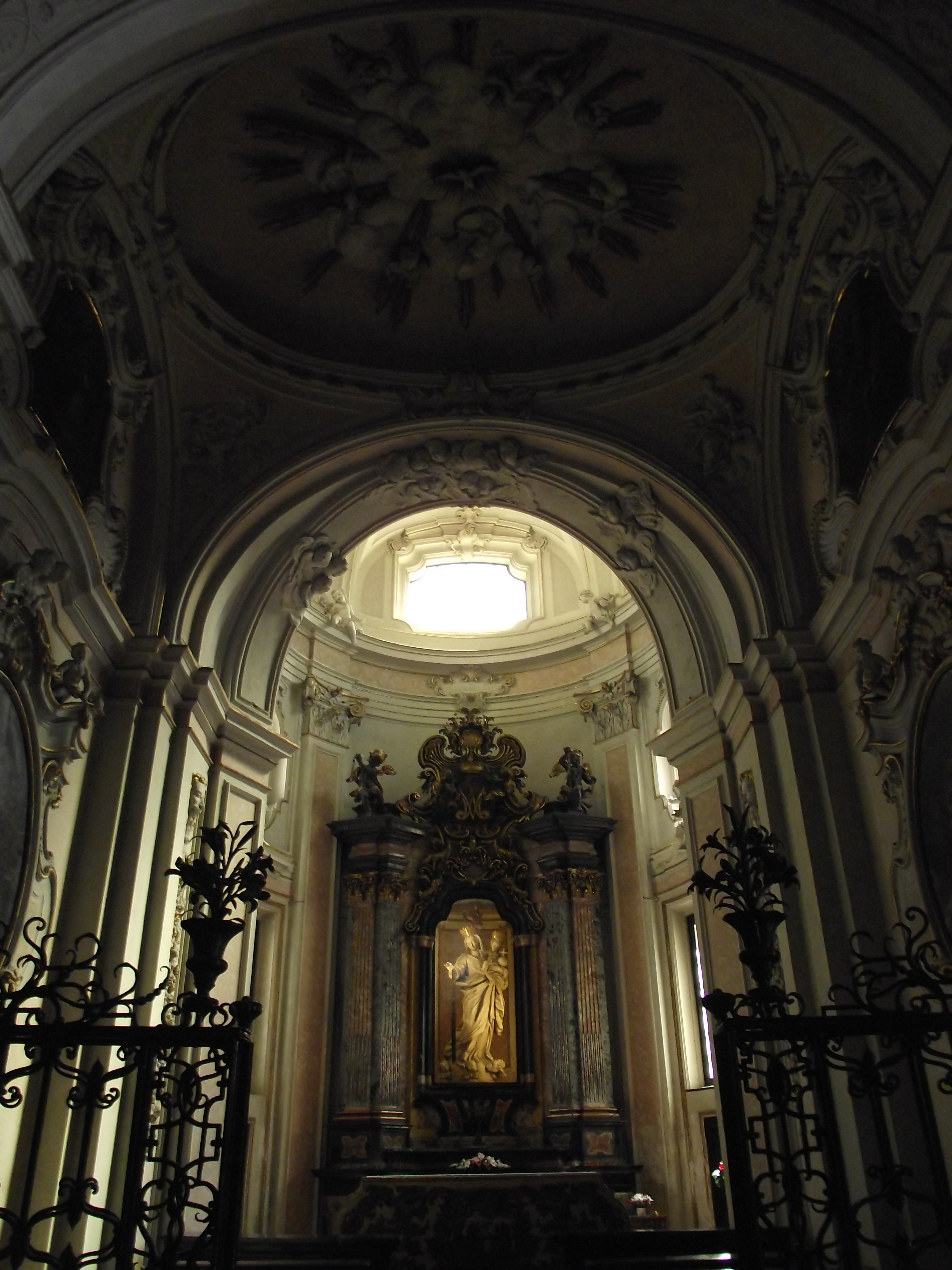
Cappella della Madonna della Cintura
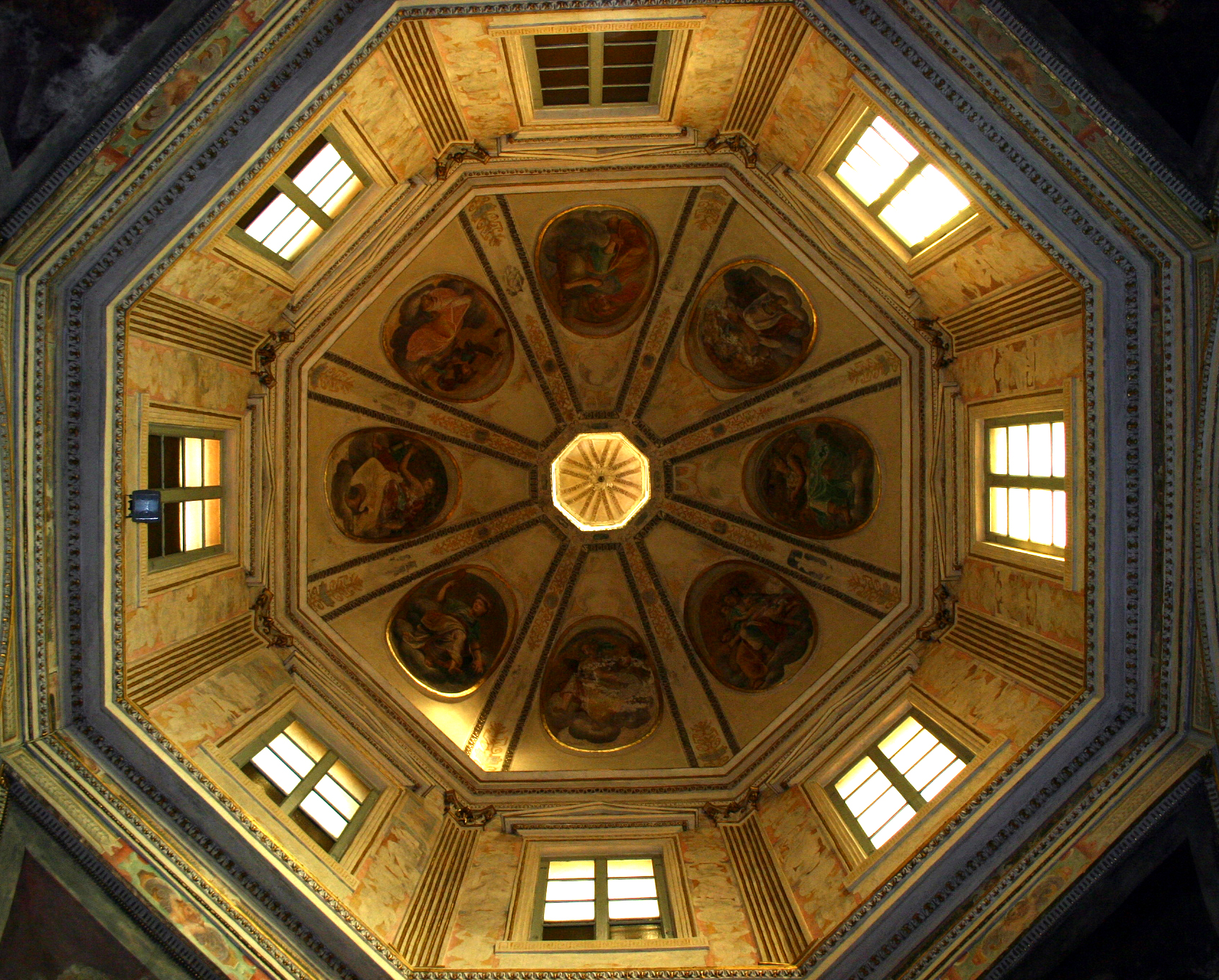
Cupola della Cappella del Crocefisso
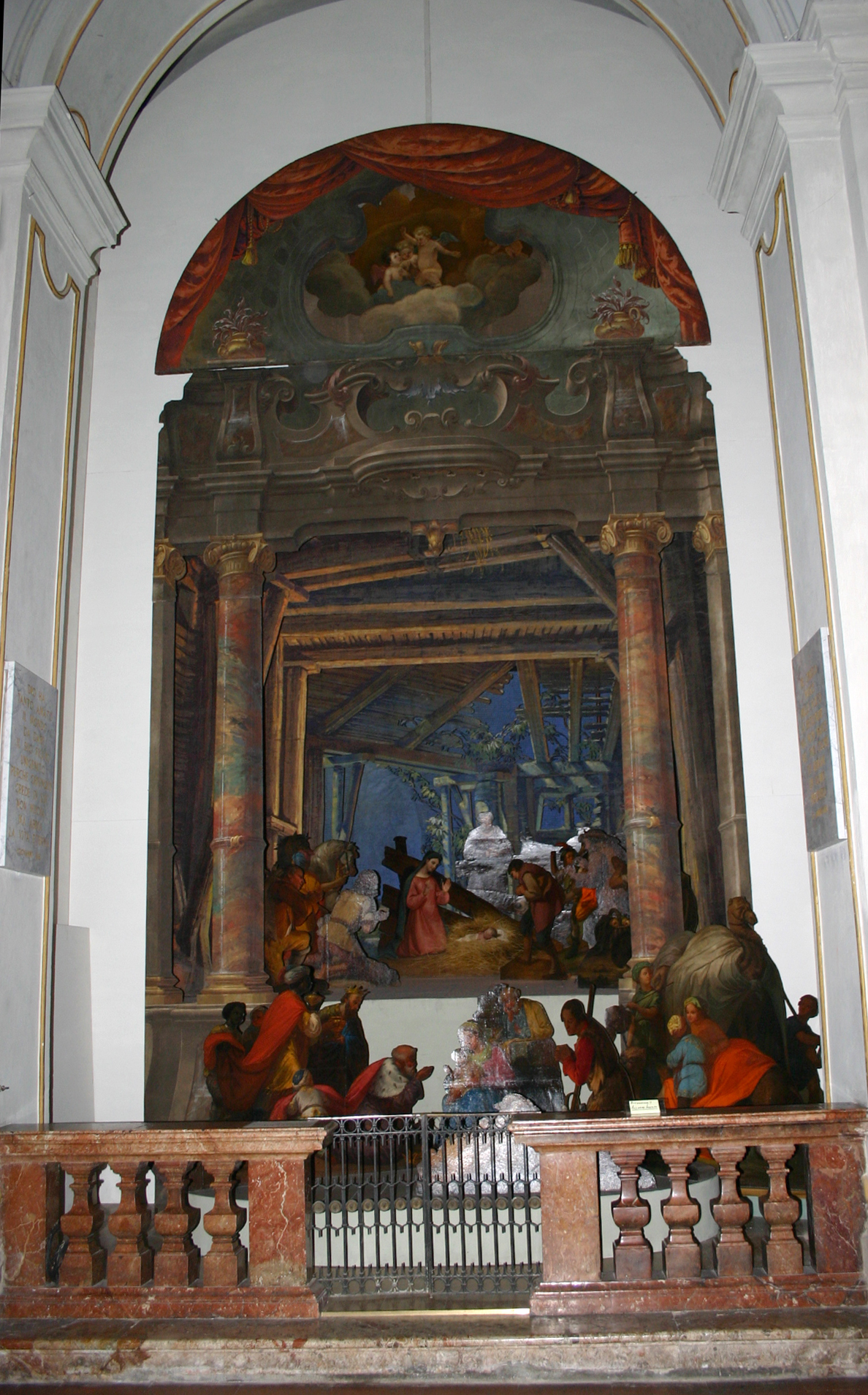
Cappella del Presepe
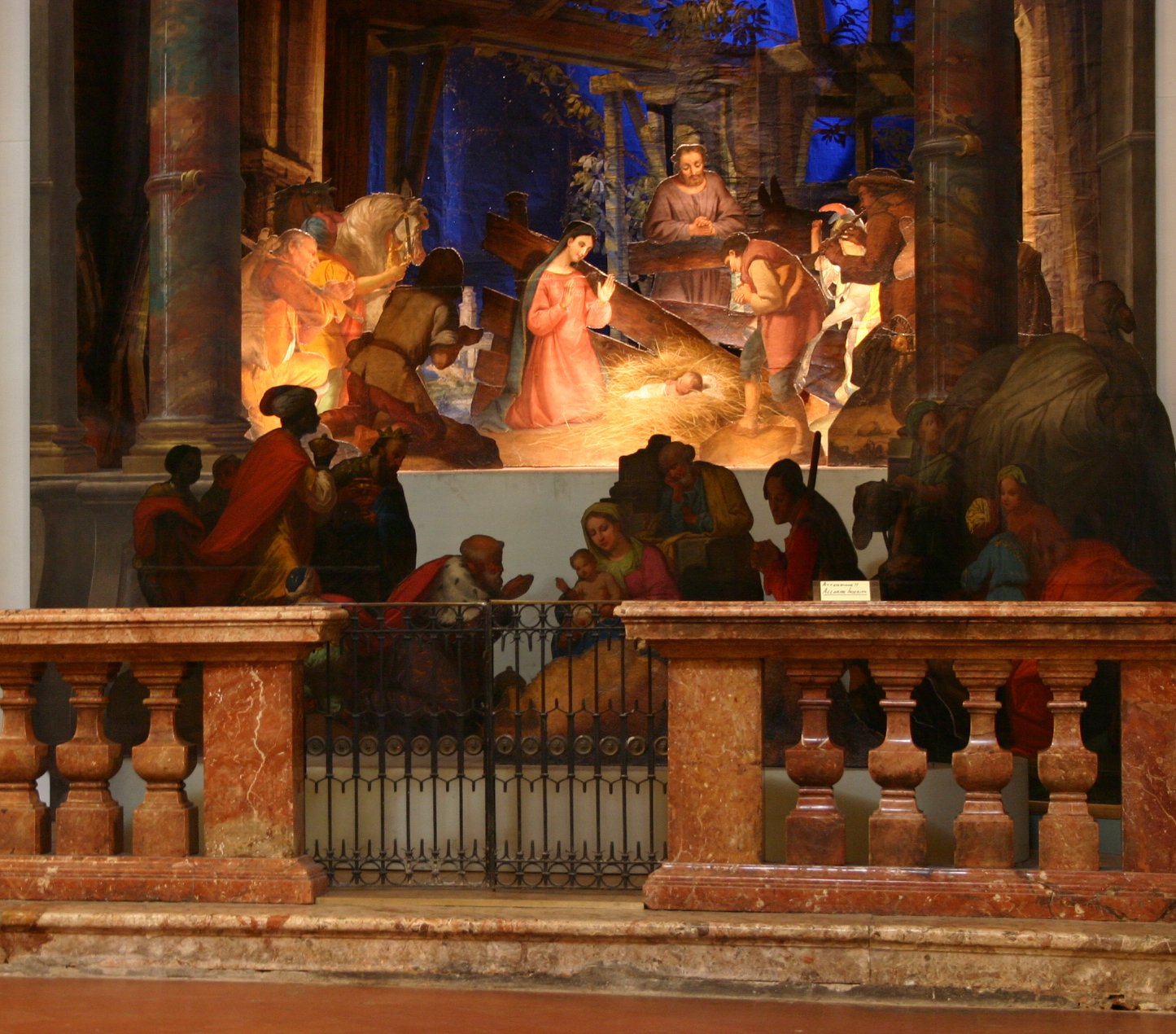
Presepe di Francesco Londonio

#### Transetto destro
Nel transetto destro l'affresco dei Fiammenghini Alessandro IV istituisce l'ordine degli Agostiniani e, riscoperta sotto di esso nel restauro del 1956, una Crocifissione del XIV secolo, frammentaria e rimessa alla luce rimuovendo parte dell'affresco e la tomba che la nascondeva. L'autore di questo affresco, Dopo varie ipotesi, è stato identificato con Anovelo da Imbonate.
Nel braccio meridionale del transetto, è una serie di sarcofagi, realizzati a cominciare dalla metà del XIV secolo, legati al periodo in cui gli Ordini Mendicanti, nel caso gli Agostiniani, ripropongono una nuova impostazione teologico-culturale sotto il patrocinio dell'arcivescovo Giovanni Visconti, e in campo strettamente artistico stilisticamente legati alla presenza in Milano dello scultore pisano Giovanni di Balduccio.
Tali sarcofagi sono, da destra: arca marmorea del giureconsulto Giacomo Bossi (m. 1339), con tre scomparti a rilievo, della scuola del maestro di Viboldone; arca di Martino Aliprandi; arca di ignoto, con un rilievo (Adorazione dei Magi) della prima metà del Trecento.
Nel mezzo della parete centrale sarcofago del beato Lanfranco Settala (il dotto agostiniano confessore dall'arcivescovo Giovanni Visconti, non l'omonimo Lanfranco Settala fondatore della chiesa agostiniana di San Marco), opera di Giovanni di Balduccio.
Accanto all'ex cappella, fondata dalla nobile famiglia Aliprandi, dove ora è l'ingresso posteriore della chiesa, a destra lastra tombale cinquecentesca raffigurante l'Angelo della resurrezione, a sinistra è stato rimesso in luce un affresco di maestro lombardo di metà Trecento. Nella lunetta superiore della cappella, l'affresco cinquecentesco del Trionfo di S. Orsola, attribuito, insieme al Martirio di Sant'Orsola a lui davanti, al genovese Ottavio Semino.

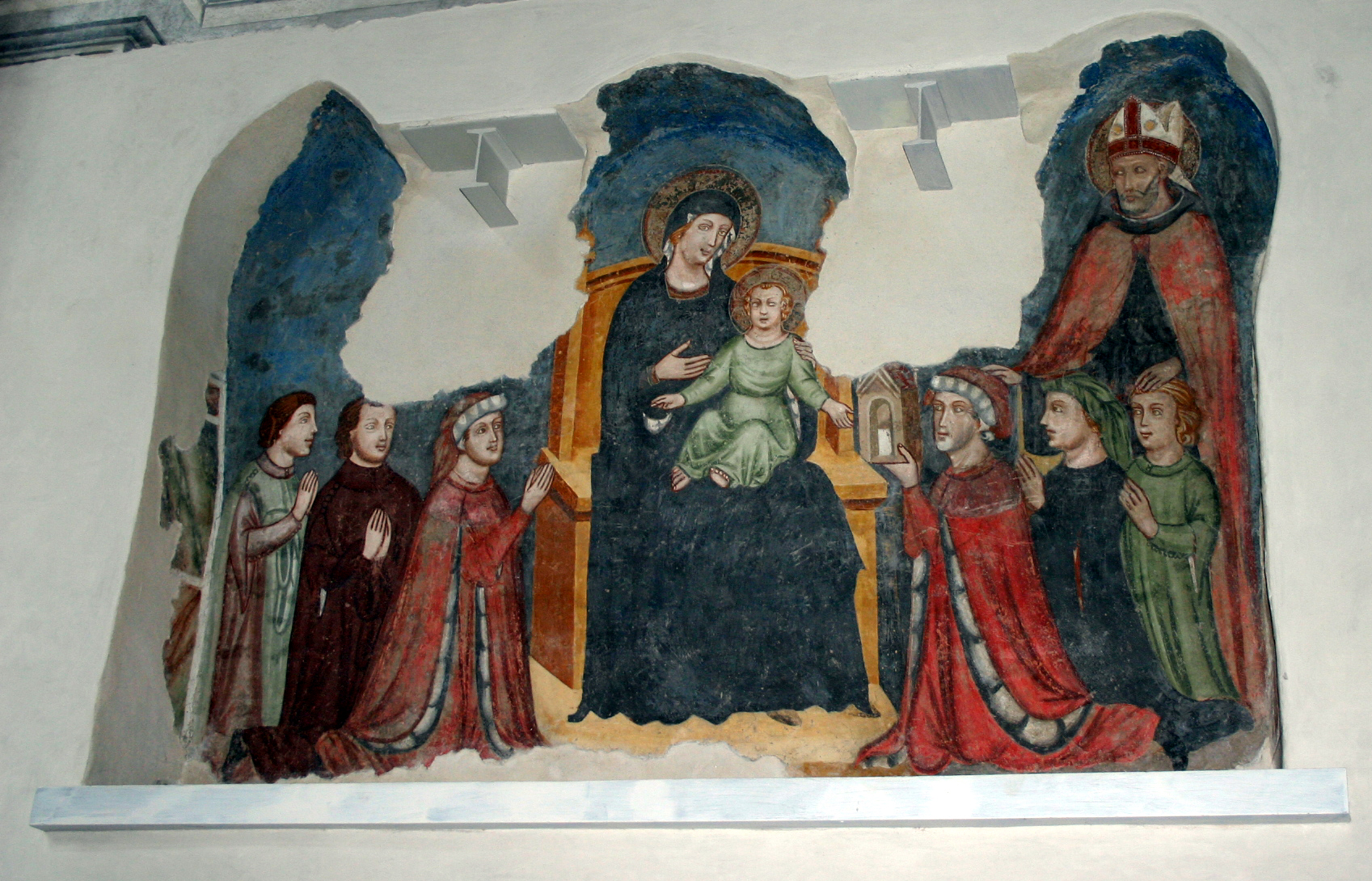
Madonna in trono col Bambino con Sant'Agostino e la famiglia Aliprandi

Nel 1345 i fratelli Erasmo, Arnolfo, Giovannolo Aliprandi fondano e dotano in San Marco, mediante la donazione di tre case, una cappella dedicata a Sant'Orsola, corrispondente alla seconda cappella del braccio meridionale del transetto. In questa cappella, nel 1958, i restauri compiuti dall'architetto Tirelli per recuperare tracce dell'antica struttura gotica, hanno messo in luce, in una specie di nicchia, un affresco votivo raffigurante la Madonna in trono col Bambino con Sant'Agostino e la famiglia Aliprandi, come indicava l'iscrizione, oggi non più visibile, un tempo esistente nella spalletta destra dell'affresco stesso.
In questo affresco, alla destra della Vergine, il primo personaggio inginocchiato, vestito da giudice, con manto e berretto rossi, nell'atto di offrire il modello della cappella, è da identificare, sempre in base all'iscrizione scomparsa, con Salvarino Aliprandi, morto un anno prima della fondazione della cappella, che probabilmente, fu realizzata secondo una volontà testamentaria di Salvarino stesso proprio da parte dei tre Aliprandi citati in precedenza, di cui Giovannolo risulta, da un documento del 9 novembre 1383, suo figlio.
Sulle pareti della cappella di Sant'Agostino, coperta con volta a botte, vi sono delle tele di Federico Bianchi, mentre al centro è il San Liborio, tela firmata da Paolo Pagani e datata 1712, ove il santo vescovo appare a fianco della propria statua, a guarire gli ammalati del mal della pietra.

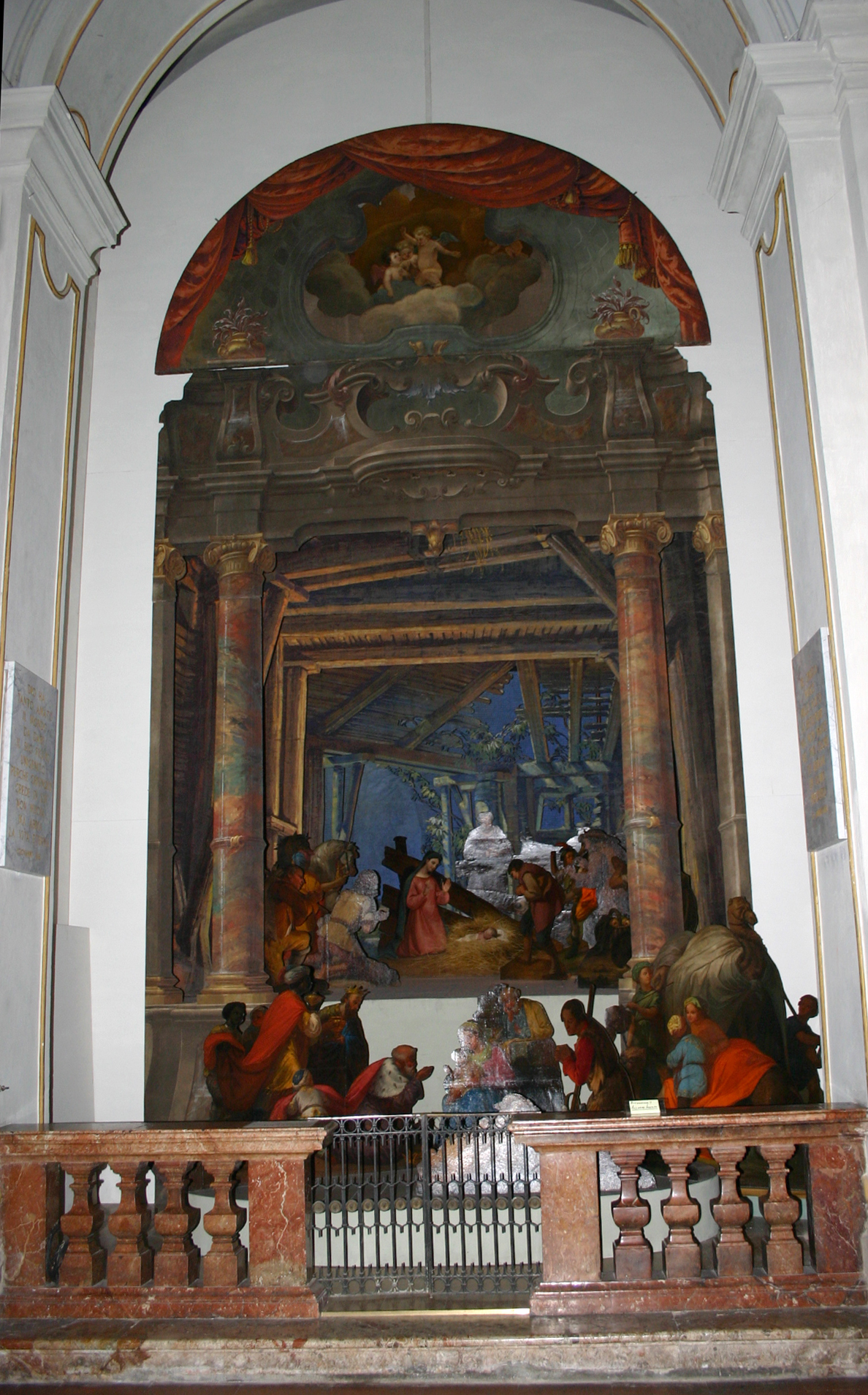
Londonio, Presepe (ca 1750)
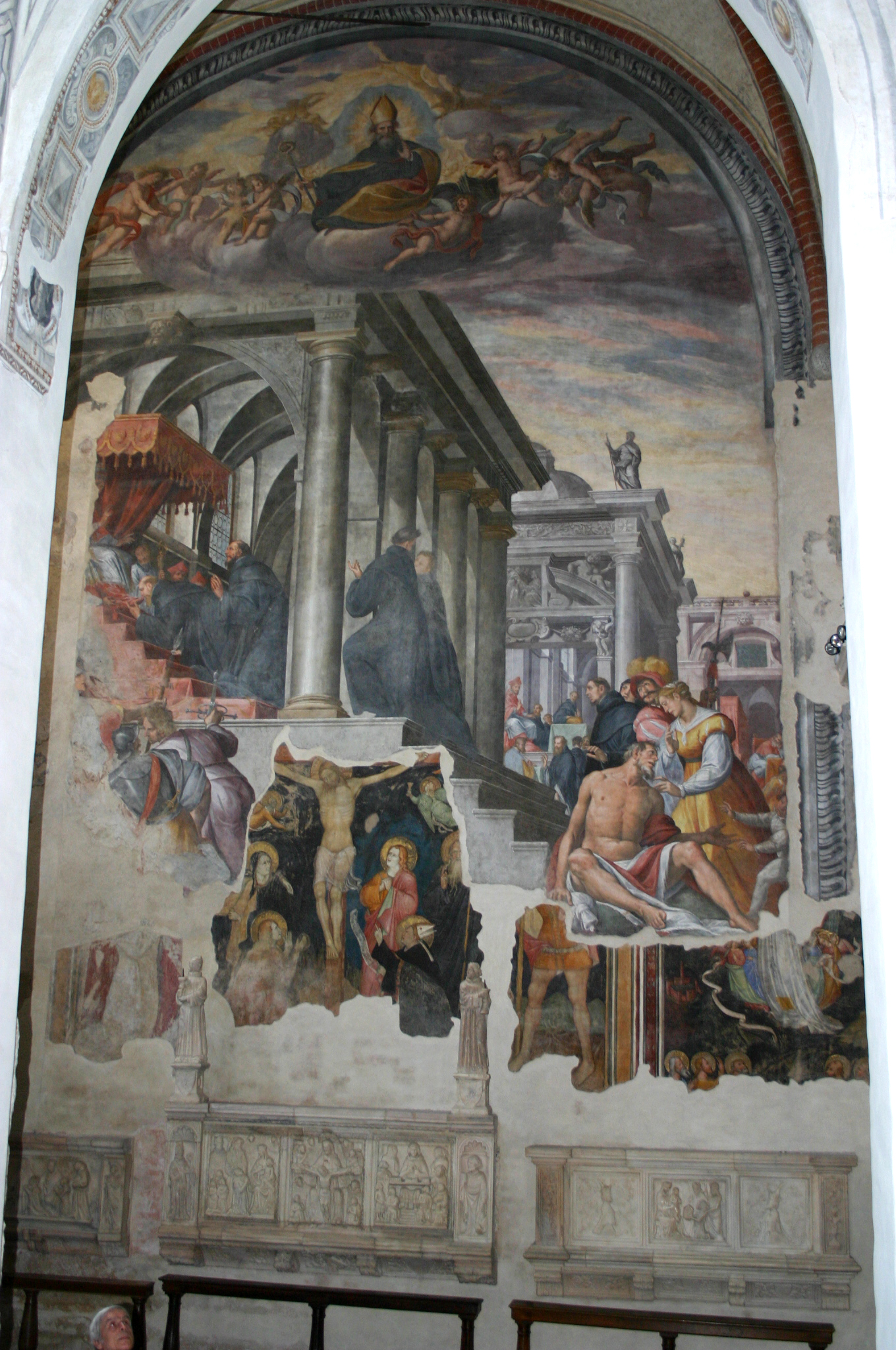
Alessandro IV istituisce l'ordine degli Agostiniani dei Fiammenghini
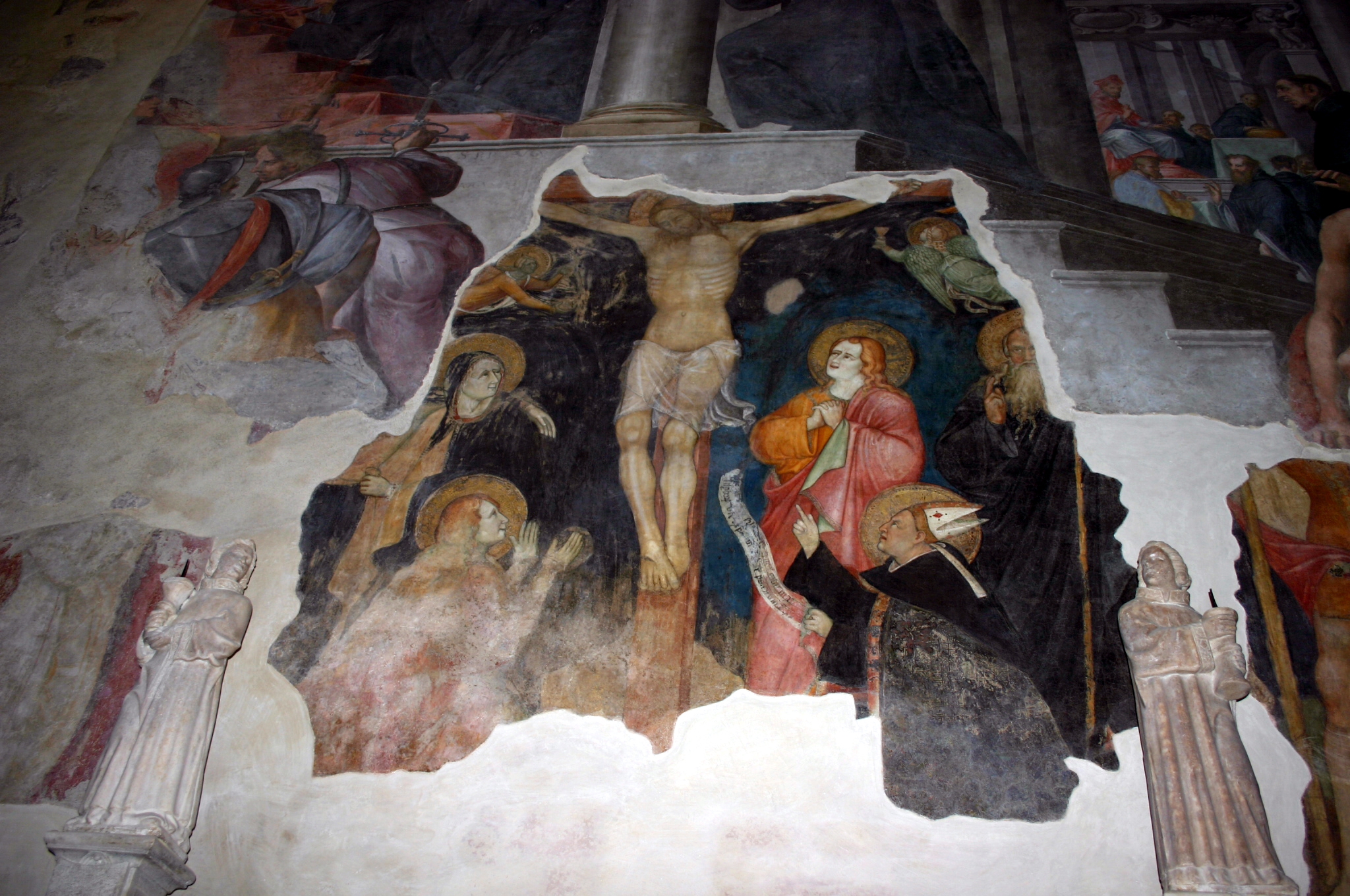
Crocifissione trecentesca nel transetto destro
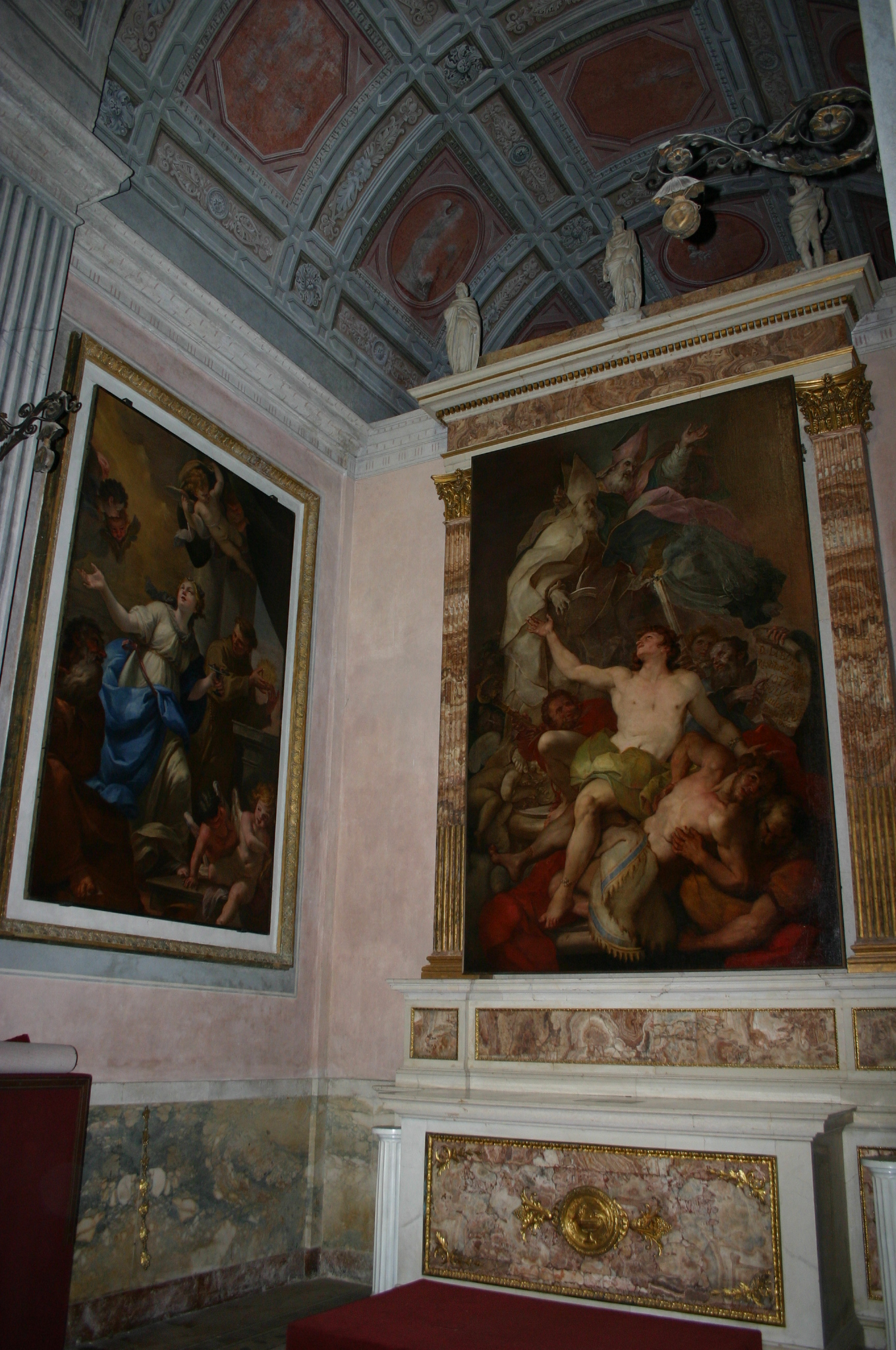
La cappella di Sant'Agostino

##### Arca di Martino Aliprandi

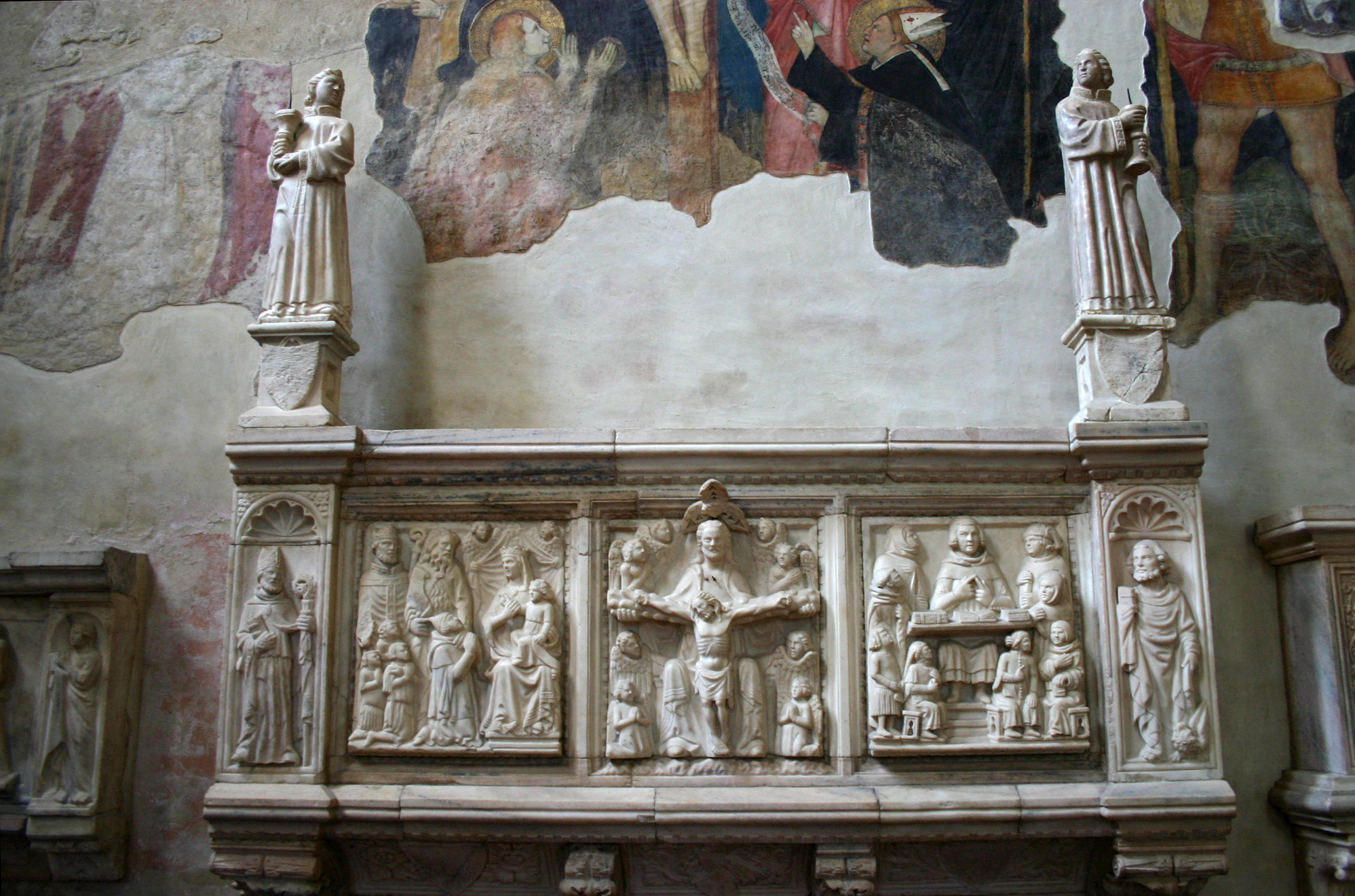
L'arca di Martino Aliprandi

Nel braccio destro del transetto, addossata alla parete dell'affresco trecentesco della Crocifissione, si trova l'Arca di Martino Aliprandi, in marmo.
Martino Aliprandi, figlio di Rebaldo, si distinse come giurista e uomo di fiducia di Azzone e Giovanni Visconti; morì nel 1339.
Il sarcofago si suddivide in tre scomparti e due nicchie laterali. Al centro è la Trinità: il Padre in trono, il Figlio in croce, lo Spirito Santo in origine compariva sotto forma di colomba, come appare in una riproduzione fotografica del 1944. Nella riquadro sinistro assistiamo alla presentazione del defunto alla Vergine col Bambino da parte di Sant'Ambrogio e San Giovanni Battista, con la presenza di altri tre personaggi, probabilmente i figli; nella formella destra, otto discepoli ascoltano il maestro in cattedra. Nelle nicchie di sinistra e di destra compaiono rispettivamente Sant'Agostino e San Marco con il leone alato ai piedi. Il sarcofago, eseguito verso la metà del XIV secolo, è attribuito al Maestro di formazione balduccesca, autore dei rilievi superiori dell'arca di S. Agostino a Pavia.

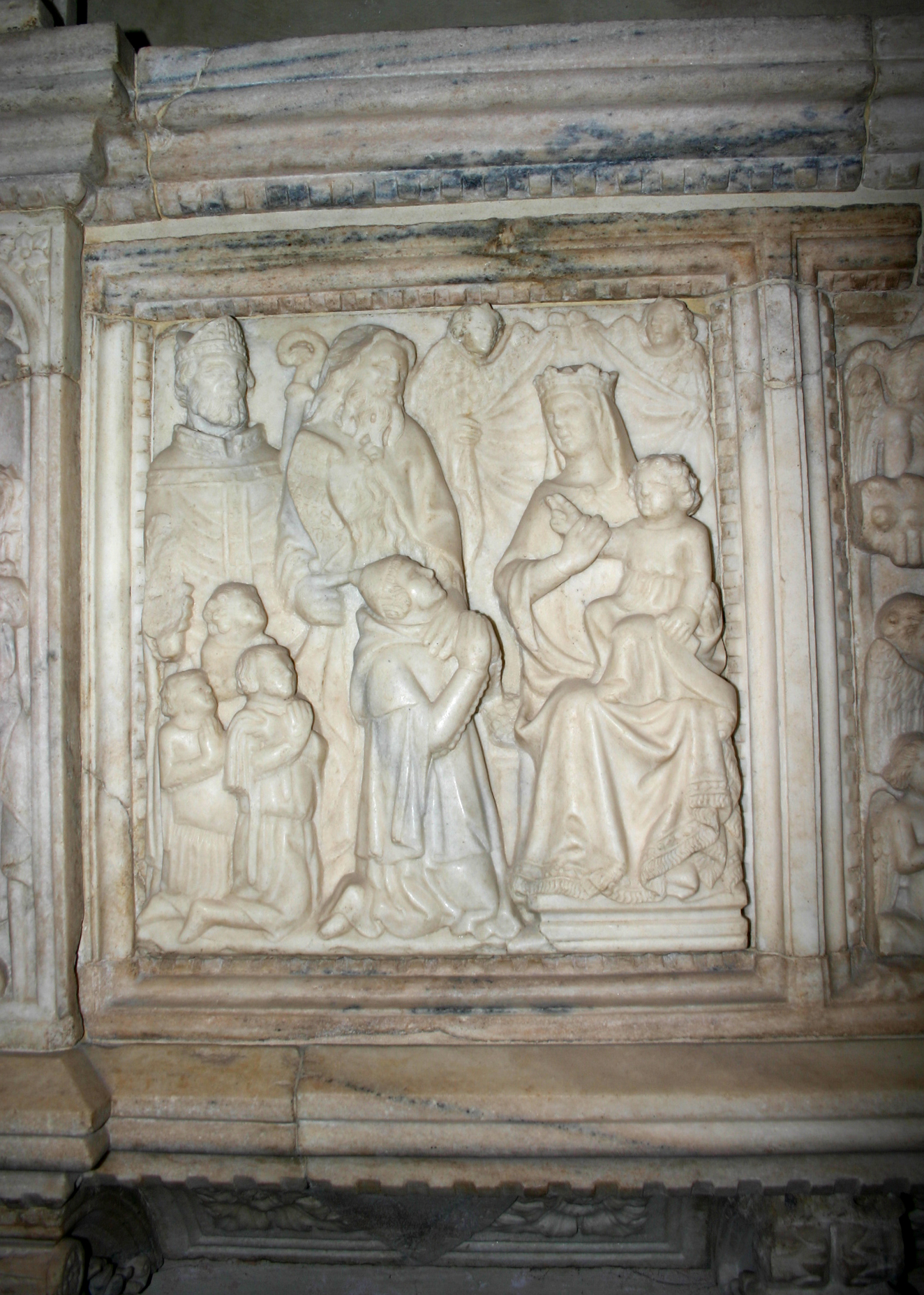
Il defunto è presentato alla Madonna da Sant'Ambrogio e San Giovanni Battista
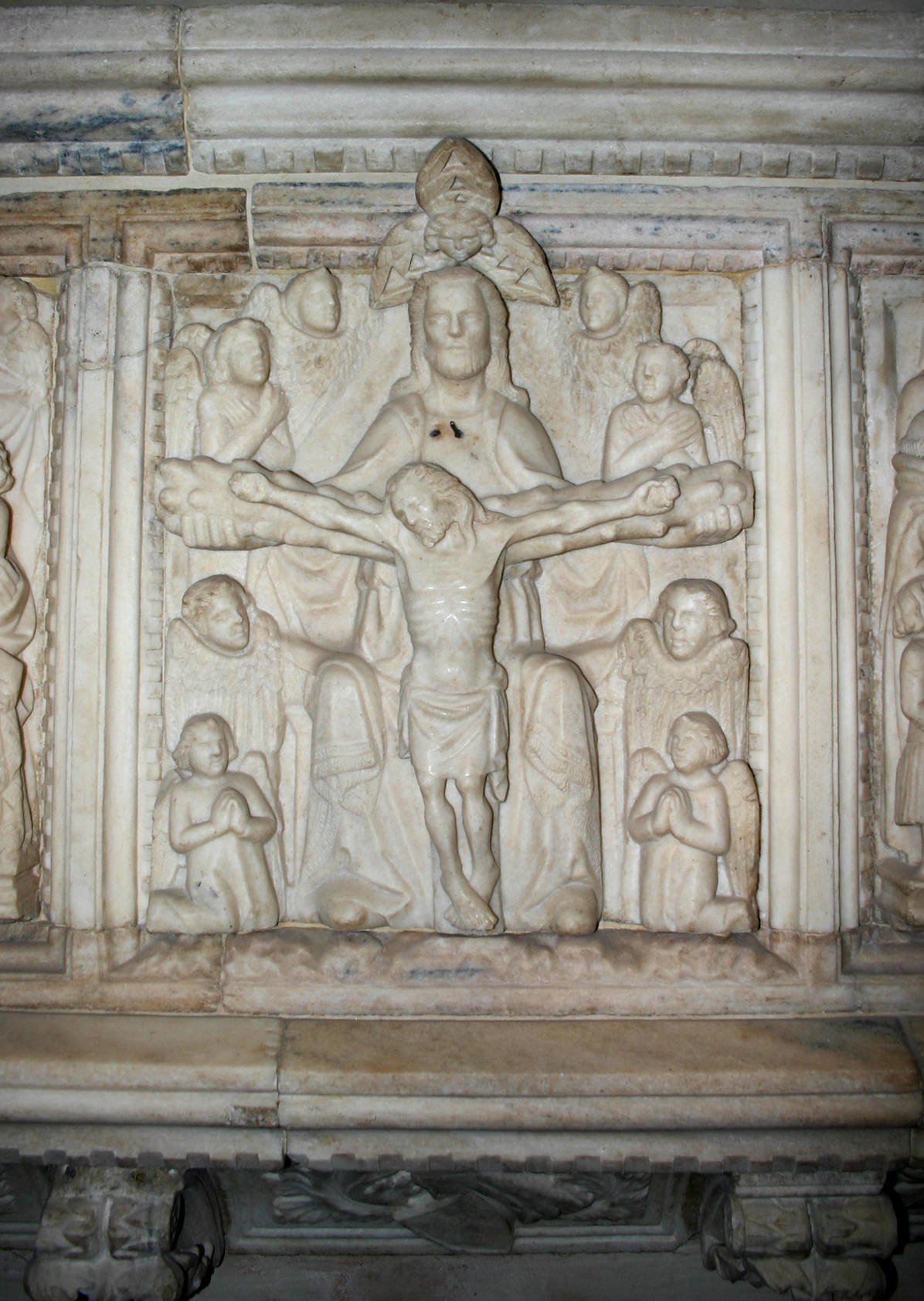
Trinità
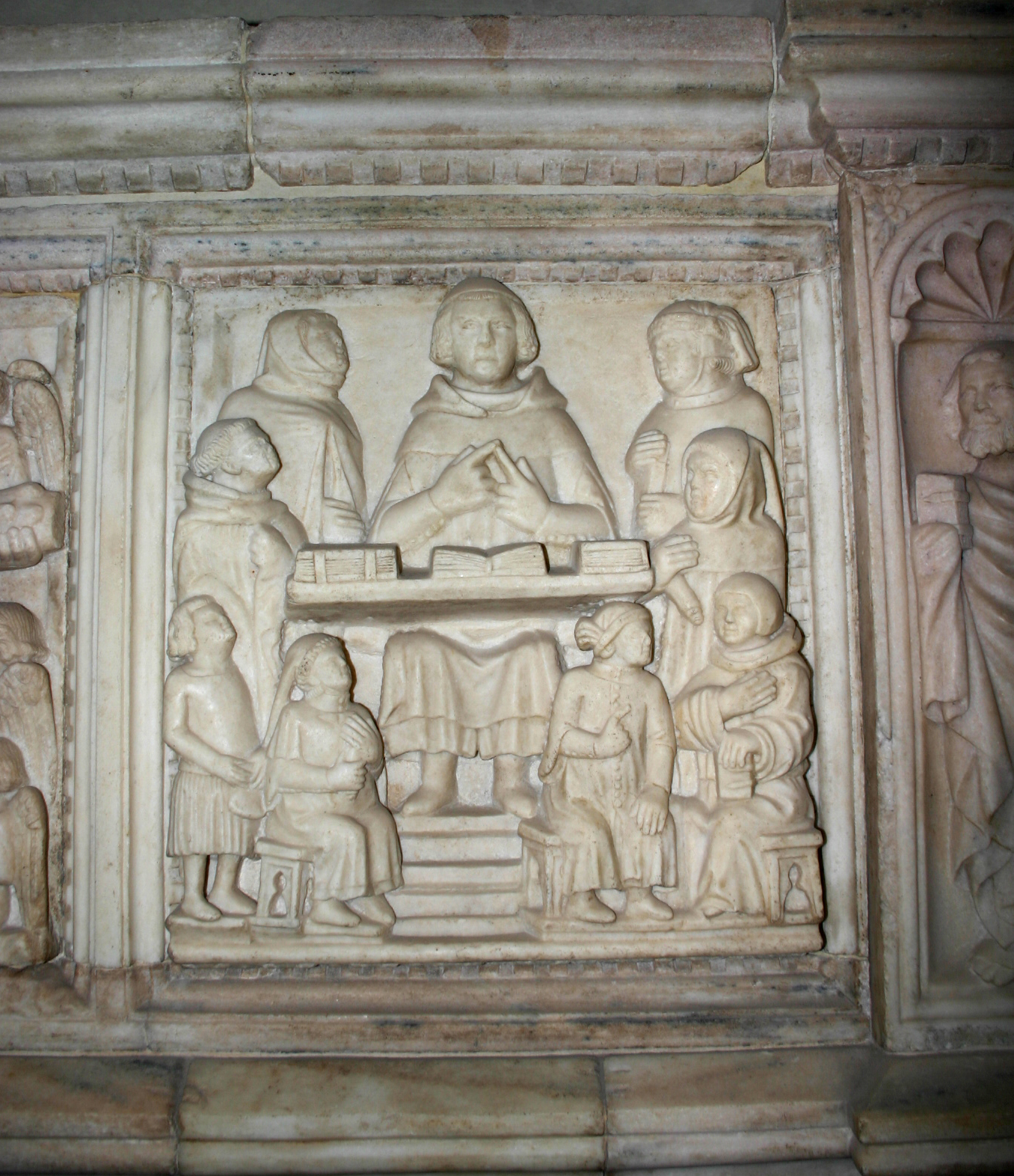
Otto discepoli ascoltano il maestro in cattedra

##### Arca di Salvarino Aliprandi

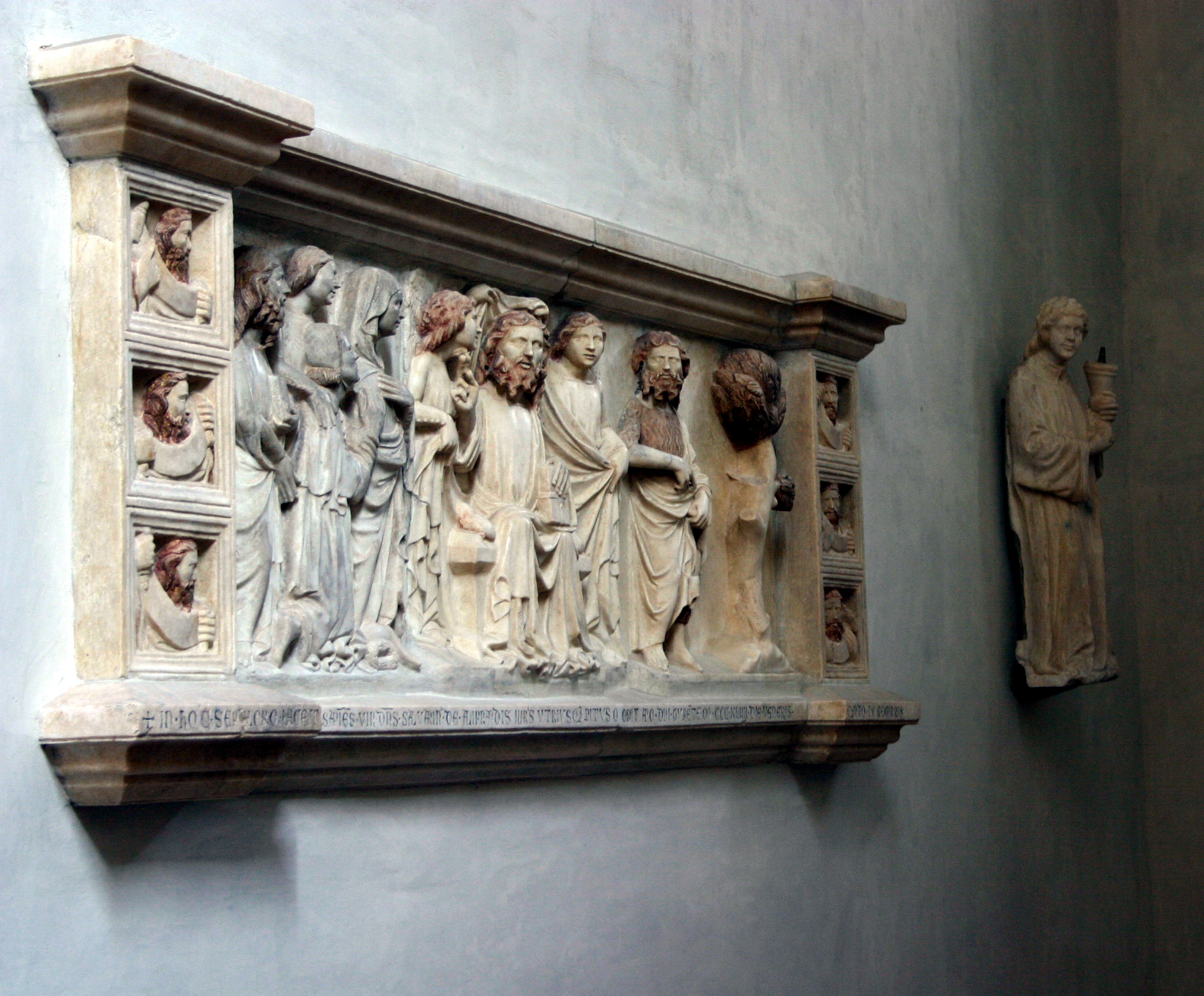
Il sarcofago di Salvarino Aliprandi.

Salvarino Aliprandi fu giureconsulto del Collegio di Milano e il suo nome compare nell'elenco dei milanesi, fautori dei Visconti, processati negli anni 1322-1324.
Morto nel 1344, fu sepolto in San Marco in un sarcofago attualmente nella parete sinistra della terza cappella del braccio meridionale del transetto, dedicata a San Tommaso da Villanova.
Esso presenta, su un piano continuo senza distinzione di scomparti, il defunto, in ginocchio, al Cristo Giudice, che lo accoglie benedicendolo mentre dietro al suo trono due angeli reggono un drappo.
Affiancano il devoto un santo, forse San Marco, l'Angelo custode e la Vergine. Sulla destra il Battista indica l'albero della vita, fonte, origine, come ribadisce Agostino nei suoi scritti, di immortalità per l'uomo.
Il frontale è affiancato da sei formelle con busti di profeti con cartigli.

##### Il sarcofago ritenuto di Rebaldo Aliprandi
Nelle Raccolte Civiche del Castello Sforzesco di Milano è esposto un frontale di sarcofago proveniente da San Marco, per il quale è stata avanzata l'identificazione con la sepoltura di Rebaldo Aliprandi, di origine monzese, padre di Pinalla, Martino e dello stesso Salvarino sepolto in San Marco. Tale frontale presenta nel riquadro centrale la Vergine col Bambino benedicente e il defunto in ginocchio presentato da Santa Caterina d'Alessandria, in quelli minori, a sinistra San Giorgio e a destra San Vittore. Quest'opera, probabilmente realizzata nel secondo quarto del Trecento, è considerata un prototipo della scultura gotica lombarda nello schema figurativo che diverrà rituale per l'intera corrente campionese.

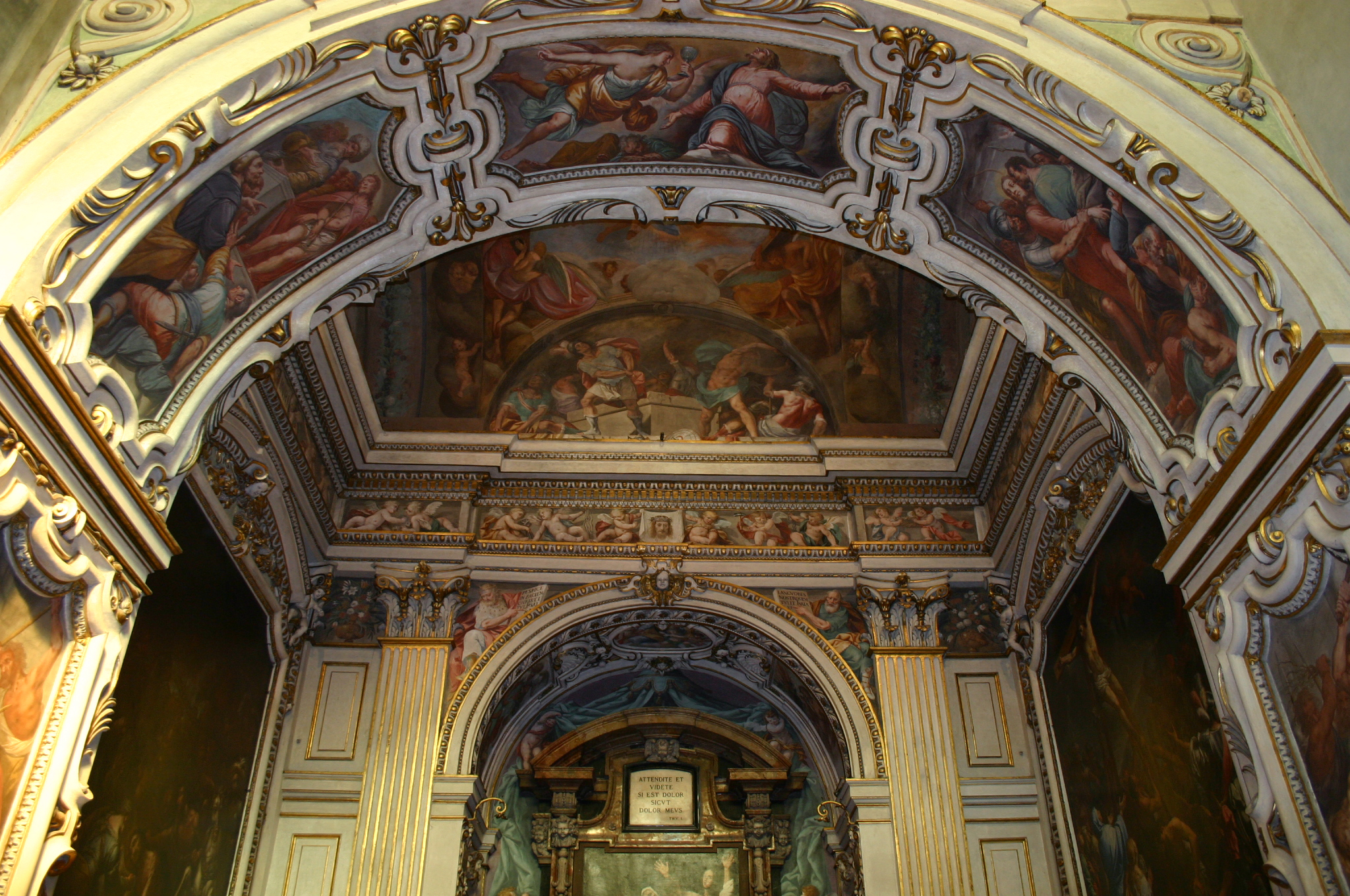
Cappella della pietà

#### Transetto sinistro
il transetto sinistro è dominato dal grande affresco che ne sovrasta la parete di fondo, raffigurante La cacciata di Eliodoro dal tempio, realizzato alla fine del Seicento da Federico Bianchi, pittore milanese allievo di Ercole Procaccini.
Sulla destra è la cappella di maggiore ampiezza della chiesa, di larghezza doppia rispetto alle altre, originariamente sede della potente Confraternita del crocefisso e oggi detta della pietà in quanto ospita sull'altare una copia antica e fedele della Deposizione dipinta da Caravaggio per la chiesa di Santa Maria in Vallicella a Roma. L'intera decorazione pittorica e plastica della cappella fu realizzata a metà del Seicento da Ercole Procaccini il Giovane, insieme ad Antonio Busca, Johann Christoph Storer, Guglielmo Caccia detto il Moncalvo e Luigi Pellegrini Scaramuccia. Nell'arcone d'ingresso alla cappella, entro poderose cornici a stucco, sono affrescate cinque scene della passione di Cristo, tema dominante della cappella. Le imprese pittoriche maggiori sono le due grandi tele a olio che ricoprono interamente le pareti laterali. Sulla sinistra, del maestro più anziano, Ercole Procaccini, è l'Incontro con le pie donne. La tela mira ad un forte coinvolgimento emotivo dello spettatore attraverso toni di accesa drammaticità e intenso patetismo, evidenti nella scena fitta e concitata, nei toni cupi squarciati da improvvisi accenti luministici, nel contrasto fra particolari minuziosamente descritti e figure sommariamente abbozzate. Una maggiore adesione alle istanze classiciste è presente nella tela di fronte, di Antonio Busca, con l'Innalzamento della croce, dove vediamo colori più chiari, contorni più nitidi, una composizione più ordinata ed espressioni più contenute dei personaggi. Completano la decorazione le scene della resurrezione nelle lunette e sulla volta, mentre teorie di putti corrono sul fregio e attorno all'altare, unendo al tragico il tema comico secondo il gusto barocco.

#### Organo a canne

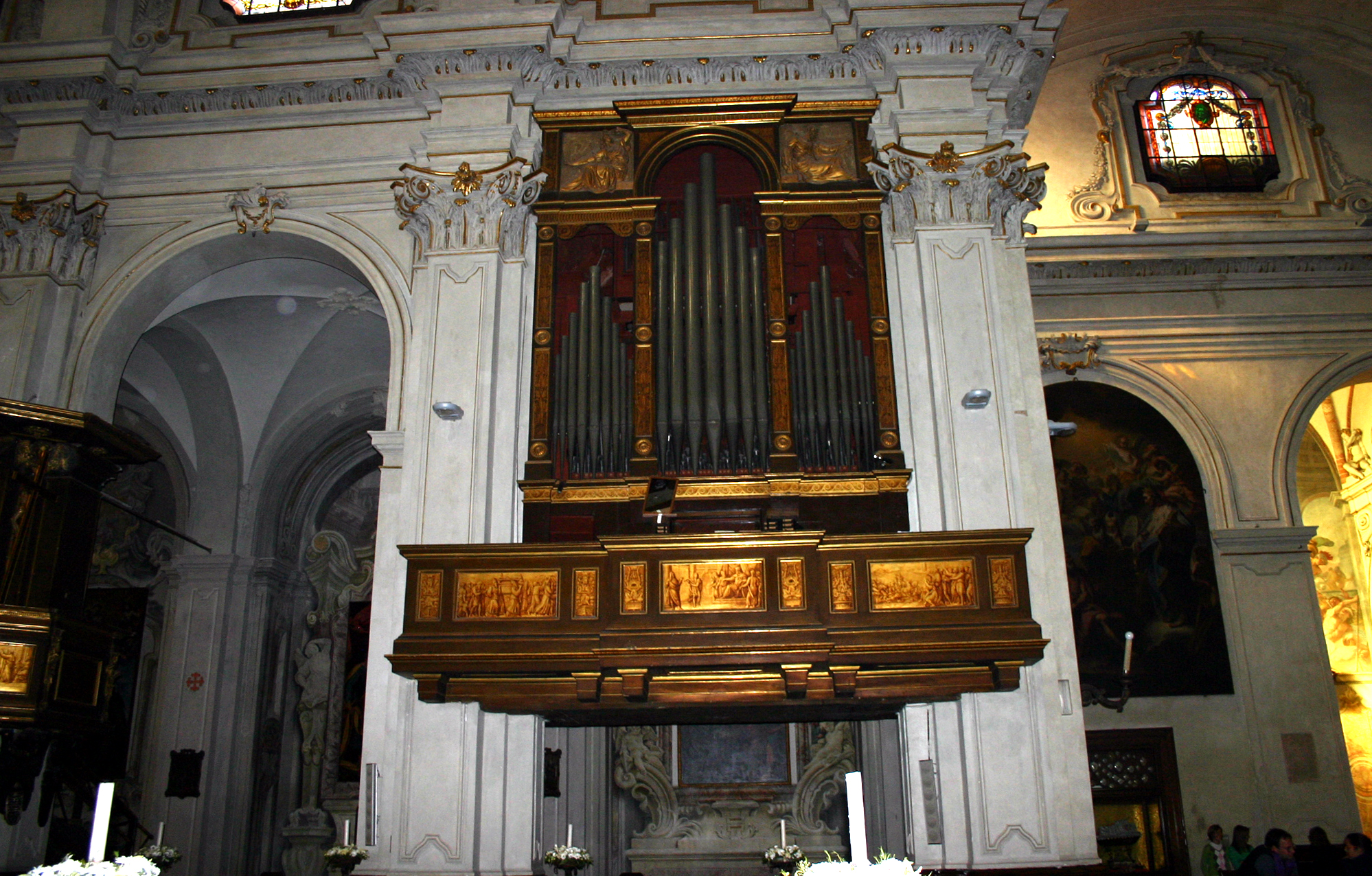
L'organo maggiore

Il primo organo di cui si hanno documenti fu costruito da Leonardo d'Allemania nel 1507 che si servì di manodopera tirolese per la costruzione di due casse e cantorie, originalmente poste nelle cappelle frontali ai lati del presbiterio. La notizia di una ricostruzione da parte di Benedetto Antegnati non trova riscontri documentali, mentre è certo che lo strumento venne riformato in due occasioni da Costanzo Antegnati nel 1604 e nel 1611. Nel 1711 le casse e le cantorie furono smobilitate e trasformate in un nuovo complesso comprendente altrettante casse e cantorie simmetriche poste negli ultimi intercolumni della navata centrale, mentre dello strumento si occupò Carlo Brunelli che lo restaurò e vi aggiunse due nuovi registri. Nel 1745 fu restaurato da Antonio Somigliana nella forma in cui lo suonò Mozart nel 1770. Eugenio Biroldi lo ricostruì a più riprese tra il 1806 e il 1811 lasciando l'opera imperfetta fino all'intervento di Luigi Maroni-Biroldi del 1819; da questo anno la manutenzione passò ad Antonio Brunelli che la tenne almeno fino agli anni '40. Nel giugno del 1836 fu suonato da Padre Davide da Bergamo che vi tenne concerti per 3 giorni consecutivi, tanto fu il concorso di popolo. L'ultimo grande rifacimento fu ad opera di Natale Balbiani nel 1874-75: lo strumento fu collaudato da Amilcare Ponchielli e Polibio Fumagalli. In occasione del restauro del 1973 ad opera della Ditta Tamburini di Crema è stato dichiarato Monumento Nazionale; l'ultimo restauro della Ditta Giani Casa d'Organi del 2019 lo ha riportato alla fisionomia originale della riforma Balbiani. Degli organi cinque-secenteschi sopravvivono l'intero registro di Flauto in VIII di Leonardo d'Allemania e l'intera Voce Umana di Costanzo Antegnati, con numerose canne di entrambi sparse nel Ripieno, mentre i tre somieri di compensazione di fattura settecentesca risalgono ad Antonio Somigliana. Delle cantorie cinquecentesche si conservano i 6 grandi pannelli con soggetti veterotestamentari e 12 lesene grottesche, mentre numerose parti dipinte della cassa, del prospetto cinquecentesco e delle ante sono attualmente ricoverate nel museo parrocchiale insieme alle due tele quaresimali settecentesche rinvenute durante l'ultimo restauro. 
Lo strumento, a trasmissione integralmente meccanica, ha due tastiere di 61 note ciascuna (Grand'Organo prima tastiera ed Espressivo seconda tastiera) e una pedaliera dritta di 20 note, Do1/Mi2 con Terza Mano, Rollante e Timpanone; le manette che comandano i vari registri sono collocate in tre colonne, due alla destra della consolle (relative al Grand'Organo e al Pedale) e una alla sinistra (relativa all'Espressivo).